# Scorpiones
Scorpions
« Scorpion » redirige ici. Pour les autres significations, voir Scorpion (homonymie).
Ordre
Les Scorpions (nom scientifique : Scorpiones) sont un ordre d'arthropodes, de la classe des arachnides. Ils se distinguent des autres arachnides par leurs pédipalpes développés en pinces et par l'aiguillon venimeux qu'ils portent à l'extrémité distale de leur abdomen. On en connaissait environ 1 750 espèces en 2009, et 2 200 en 2018.
L'intérêt populaire porté aux scorpions repose sur leur réputation de prédateur et sur le fait que 40 à 50 espèces ont un venin potentiellement mortel pour l'homme. Ils jouent cependant un rôle important dans la dynamique des populations d'insectes et la biodiversité.

## Origines et évolution

### Chronologie
On pense que les Euryptérides, ou Scorpions de mer, sont les ancêtres des Scorpions actuels, voire de tous les Arachnides actuels,.

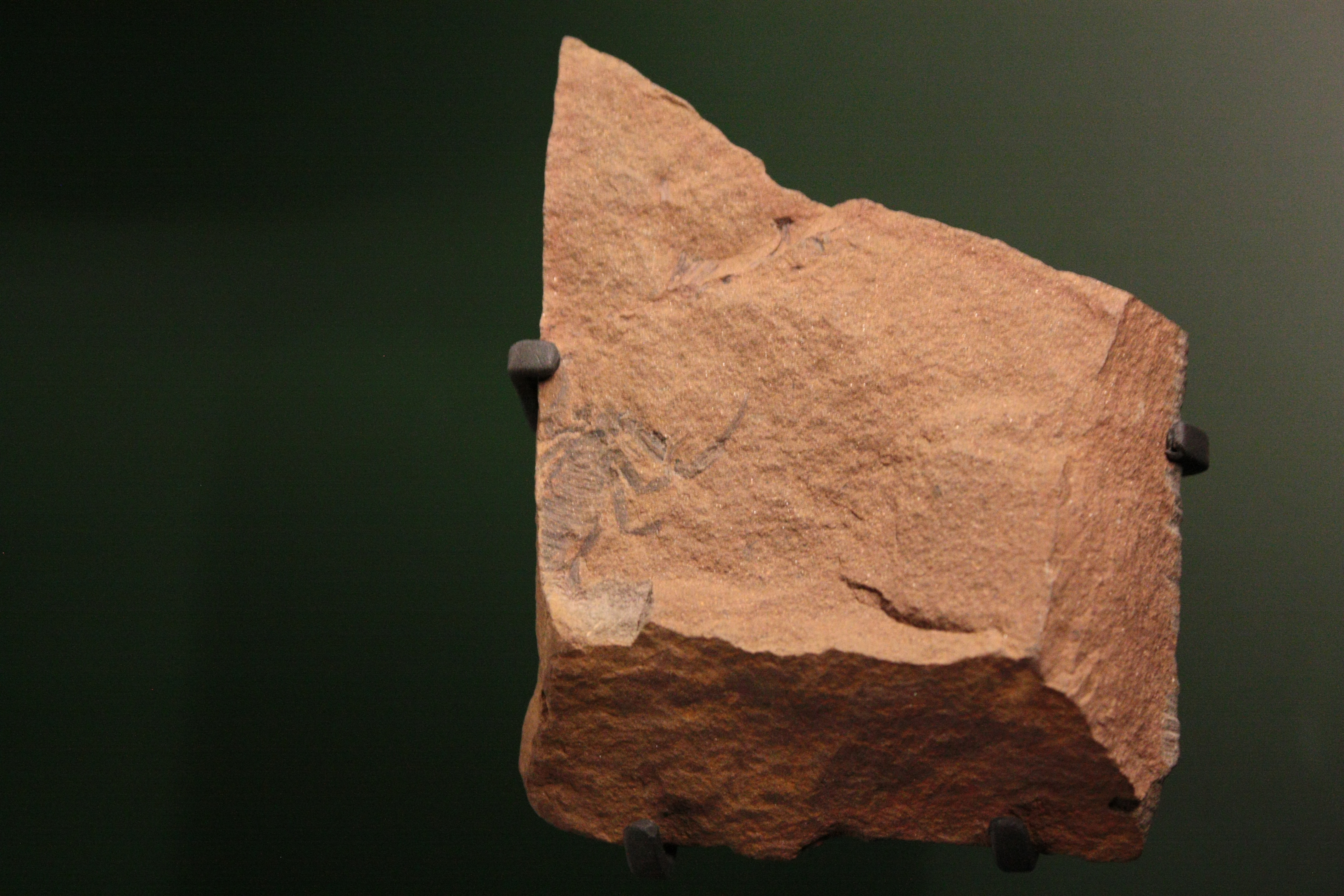
Fossile de scorpion, daté du carbonifère supérieur.

Les ancêtres des Scorpions font leur apparition il y a 450 millions d'années à l'époque ordovicienne : ce sont les premiers arthropodes terrestres connus. À cette époque, ils sont aquatiques ou du moins amphibies, munis de branchies et d'yeux latéraux.
Le plus ancien scorpion connu, avec un âge entre environ 437,5 et 436,5 Ma (millions d'années) a été décrit en 2020 : Parioscorpio venator ; il provient du Silurien (Télychien) du Wisconsin. Ses « détails anatomiques conservés suggèrent que les changements physiologiques nécessaires pour s'adapter à une transition marine-terrestre chez les arachnides se sont produits au début de leur évolution ». Cependant les inventeurs du genre  (ceux qui ont décrit et nommé ce scorpion) ne tranchent pas pour un milieu de vie entièrement terrestre pour cet arthropode en évoquant l'exemple du crabe fer à cheval.
Les Scorpions passent à une existence uniquement terrestre à l'aide de poumons et de griffes, entre −380 millions et −350 millions d'années (Carbonifère - Dévonien).

### Modèles évolutifs
La morphologie générale des scorpions est restée relativement stable depuis leurs premiers ancêtres, et plusieurs auteurs les présentent comme des « fossiles vivants ». Cette notion est imprécise : elle sous-estime la réalité des adaptations biochimiques, physiologiques, et comportementales, sans lesquelles, après 450 millions d'années, les scorpions n'auraient pu occuper la plupart des biotopes terrestres.
Les scorpions sont à la fois des prédateurs et des proies potentielles d'autres prédateurs. Selon Lourenço, l'évolution des scorpions représente le résultat de divers compromis entre les stratégies de prédation et les stratégies défensives. Ceci expliquerait les variations des différentes espèces de scorpions, en particulier :
- la morphologie des appendices buccaux et des pattes-mâchoires ;
- la morphologie de l'appendice caudal (« queue » en langage vernaculaire) et de l'aiguillon terminal ;
- le type de venin et de glandes à venin.

Dès lors, les différentes familles ont évolué, par exemple, soit vers des fortes pinces pour saisir les proies (avec une fonction venimeuse plus faible ou facultative) et intimider les prédateurs de leur taille, soit vers une queue plus puissante et un venin plus toxique pour se défendre aussi contre les prédateurs de plus grande taille.
D'où une généralisation courante, mais approximative, selon laquelle les scorpions à queue épaisse et pinces fines, sont globalement plus dangereux que les scorpions à grosses pinces et à queue fine.
Par rapport à la plupart des organismes étudiés, la carapace ou cuticule des scorpions est celle qui a la plus grande concentration et diversité de métaux (y compris les métaux lourds), en particulier à la pointe de leur aiguillon. Lourenço propose d'y voir une conséquence de leur évolution depuis le Mésozoïque (apparition des premiers oiseaux et mammifères) : les scorpions se seraient renforcés sous la pression sélective de nouveaux prédateurs.
La signification évolutive des scorpions à toxines spécifiques contre les mammifères reste mal comprise. Malgré de nombreuses hypothèses proposées, on ne sait pas exactement pourquoi les scorpions dangereux pour l'humain se trouvent dans certaines régions du monde et pas dans d'autres. L'histoire des scorpions est très vieille, et la plupart de leurs modèles évolutifs restent inconnus.

## Morphologie externe
Les Scorpions sont caractérisés par :
- une paire de pédipalpes (ou pattes-mâchoires) à l'avant du corps, terminés en grandes pinces didactyles.
- leur abdomen divisé en deux régions, dont la postérieure, effilée en queue, finit par un aiguillon aigu dans lequel débouchent des glandes à venin ;
- leur corps muni d'une carapace ou cuticule.

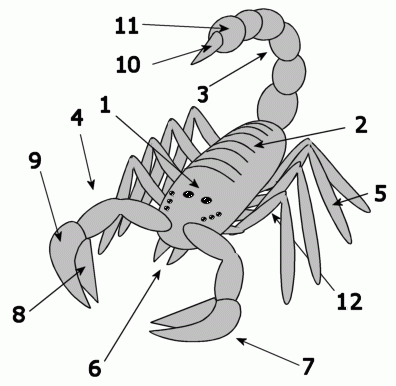
1.Prosome 2.Mésosome 3.Métasome 4.Pédipalpes 5.Pattes 6.Chélicères 7.Pince 8.Mors mobile 9.Mors fixe 10.Telson terminé par un aiguillon 11.Anus 12.Stigmates ou fentes respiratoires.

La taille des scorpions varie d'environ 1 cm (Microbuthus du Sénégal et en Somalie) à 25 cm (Pandinus d'Afrique), faisant de ceux-ci les plus grands des arthropodes terrestres,. Leur couleur est variée selon l'espèce : bleu-noir, brun-rouge ou jaune-orange.
Les scorpions sont les seuls arachnides à posséder un abdomen divisé en deux parties, dont la deuxième ou « queue » se termine par une vésicule à venin prolongée d'un aiguillon. Ils sont aussi les seuls à avoir des peignes ventraux (organes sensoriels sous l'abdomen).

### Aspect général
Le corps d'un scorpion est divisé en trois parties : le céphalothorax (ou prosome), le mésosome et le métasome (certains regroupent ces deux derniers en abdomen ou opisthosome).
- Le céphalothorax est recouvert sur sa face dorsale par la carapace (ou bouclier) qui porte deux yeux médians et de deux à cinq paires d'yeux latéraux plus petits, et présente, sur sa face ventrale, quatre paires de pattes locomotrices et une paire de pédipalpes (ou pattes mâchoires). La bouche située en partie tout à fait antérieure est encadrée par une paire de chélicères.
- Le mésosome, la partie avant de l'abdomen, est divisée en sept segments. Le premier contient les organes sexuels qui débouchent en face ventrale sous l'opercule génital, le second porte les peignes (organes sensoriels) et les trois suivants portent quatre paires de poumons qui s'ouvrent en face ventrale par des stigmates.
- Le métasome, ou queue, est divisé en cinq segments, le dernier portant l'anus et le telson qui est la vésicule à venin terminée par un aiguillon.

### Appendices et cuticule
Les chélicères sont les « mâchoires » des Scorpions. Situées à l'extrémité antérieure du prosoma, elles se composent de trois articles dont deux distaux forment une petite pince à dents, servant à déchiqueter les proies, l'ensemble étant dans un plan horizontal,.
Les pédipalpes couramment appelés « pinces » (grandes pinces) servent principalement pour la capture des proies mais aussi lors des danses nuptiales. Ils sont divisés en six segments. Les deux derniers forment la grande pince elle-même, formée d'un mors fixe et d'un mors mobile, eux aussi munis de dents et tubercules. La diversité en taille, nombre et disposition de ces éléments (des chélicères et des pédipalpes) servent à caractériser l'espèce.

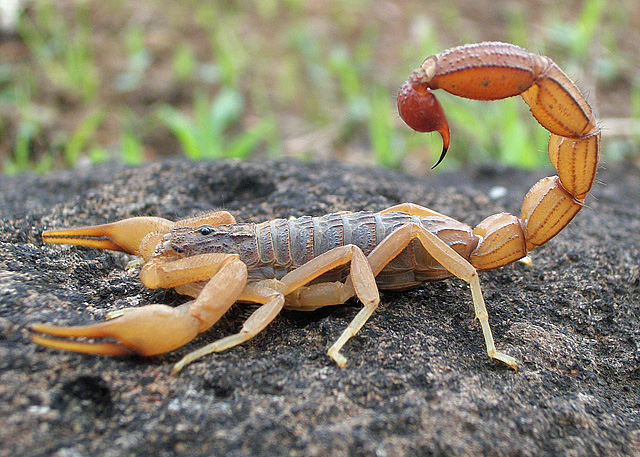
Scorpion rouge indien Hottentotta tamulus, de la région de Maharashtra.

Les pattes locomotrices sont composées de huit articles et se terminent par une paire de griffes.
La cuticule du corps et les appendices du scorpion sont recouverts de soies de forme et de densité variable selon les espèces. Les peignes ventraux, organes spécifiques aux scorpions, sont couverts de milliers de capteurs chimiques. Leurs fonctions sont mal connues, ils servent à détecter la texture et sans doute d'autres caractéristiques du sol (mécanorécepteurs, chimiorécepteurs, thermorécepteurs...). Par exemple, le repérage des proies chez le scorpion sabulicole (vivant dans le sable) se fait par des soies sensibles aux vibrations du sol, situées sur les pattes locomotrices.
La cuticule des Scorpions qui constitue leur exosquelette a la particularité d'être fluorescente en lumière noire (rayonnement UV de 350 à 370 nm). Cette fluorescence est due à la structure même de la cuticule, probablement par la présence d'un pigment de nature flavinique. Elle se conserve à la mort de l'animal, et certains fossiles sont encore fluorescents.

### Appareil vulnérant
L'appareil venimeux est situé sur le cinquième et dernier segment (appelé telson) du métatosome ou « queue du scorpion ». Cette position est l'une des originalités distinctives du scorpion. Le telson est renflé en vésicule à venin, repliée dorsalement, et se prolonge par un aiguillon recourbé ventralement.

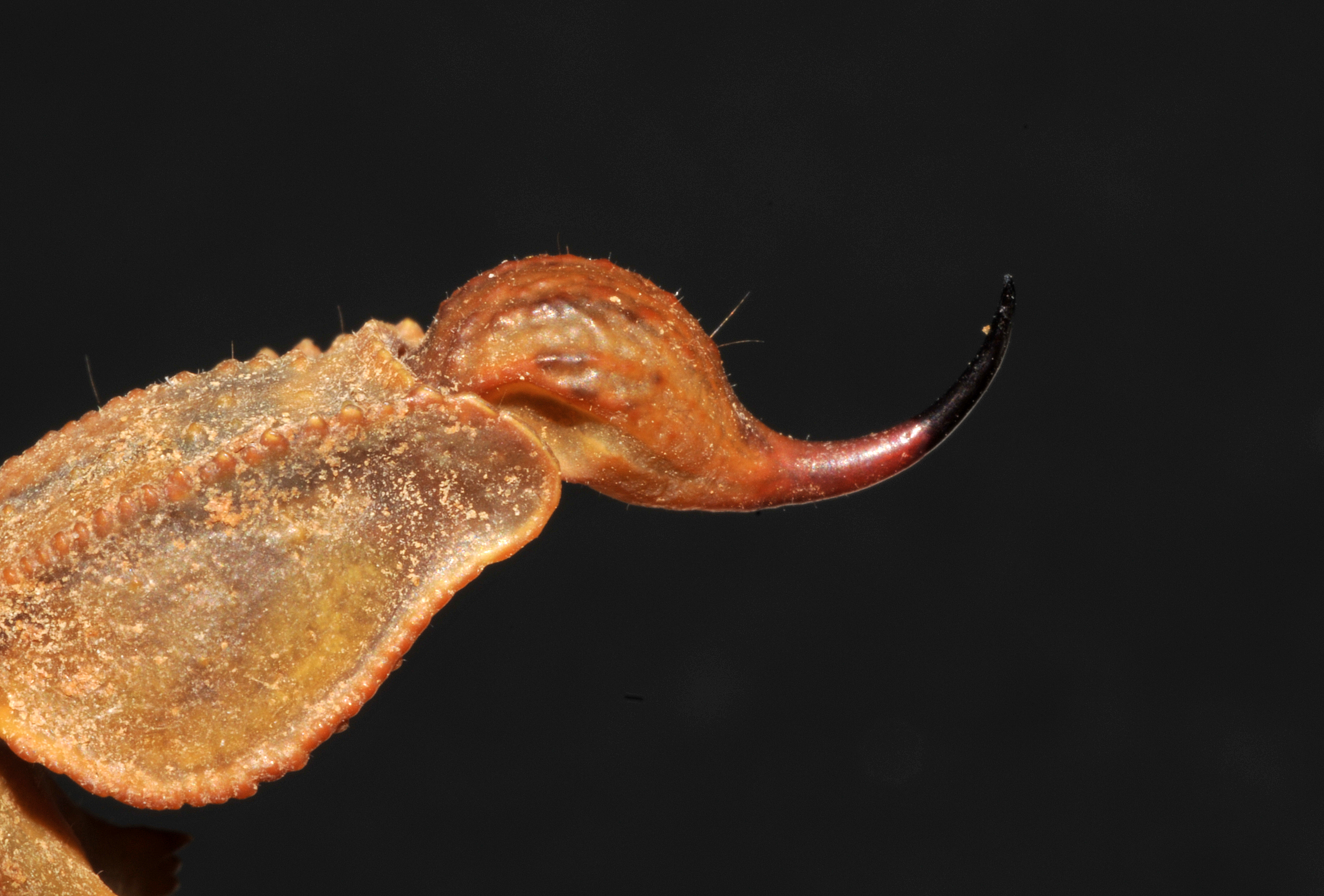
Aiguillon dAndroctonus australis, présent en Afrique du Nord.

La vésicule contient une paire de glandes symétriques munies chacune de leur propre canal et dont l'orifice externe se situe latéralement avant l'extrémité de l'aiguillon : un dard ou aiguillon de scorpion est donc fermé à son extrémité, mais avec deux orifices latéraux en position subterminale.
Ces deux glandes sécrétrices sont entourées d'une tunique musculaire pour l'éjection du venin. Lors de la piqûre, la queue et le dard sont projetés en avant. Pour la prédation, cette piqûre est facultative, selon les dimensions respectives de la proie et des pinces, une proie peut être broyée et dévorée sans être piquée. Des espèces du genre Parabuthus sont capable de gicler du venin à un mètre de distance.
Le venin a l'aspect d'un liquide blanc et visqueux. Au cours d'une piqûre, un scorpion peut inoculer, selon l'espèce de 0,1 à 2 mg de venin(voir section Envenimation).

## Anatomie interne
Le système nerveux d'un scorpion est constitué d'un cerveau et d'une chaine nerveuse.
Le cerveau se compose d'un protocerebron, d'une paire de ganglions pour les chélicères (tritocérébron), et d'une masse sous-œsophagienne à 9 neuromères d'où partent les nerfs des appendices. Trois ganglions du mésosome et quatre du métasome forment une chaine nerveuse ventrale. Un système neuroendocrine est relié au système nerveux, en rapport avec le système digestif.

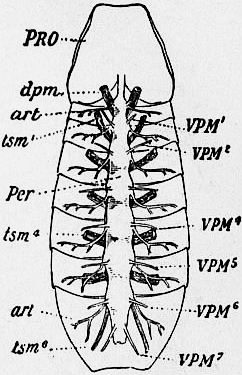
Système cardiovasculaire du scorpion Buthus occitanus, d'après l'Encyclopédie Britannica de 1911.

Le système circulatoire des scorpions est le plus compliqué des arachnides. Le système circulatoire comporte un cœur contractile dorsal muni de 7 paires d'ostioles qui s'ouvrent et se ferment successivement. Le cœur, entouré d'un péricarde, se prolonge par un système artériel. Le système veineux ramène le sang par des sinus veineux ventraux et latéraux.
Le sang de scorpion est de couleur bleutée, le pigment respiratoire est l'hémocyanine contenant du cuivre qui fixe l'oxygène. L'électrophorèse des sous-unités d'hémocyanine permet de caractériser des espèces ou groupes d'espèces de scorpions.
La respiration s'effectue par 4 paires de poumons constitués de lamelles cuticulaires à la manière des feuilles d'un livre. Ces lamelles baignent dans l'hémolymphe en rapport avec l'extérieur par 8 fentes munies de muscles (stigmates respiratoires).
L'appareil digestif comporte une cavité prébuccale entre les chélicères, les pédipalpes et les deux paires de pattes antérieures. Les proies broyées par les chélicères sont recouvertes de salive et sucs intestinaux, et prédigérées de façon externe. Seuls les liquides sont aspirés par la bouche par un pharynx faisant office de pompe musculaire.
Le tube digestif se compose d'un œsophage très étroit, d'un intestin moyen garni de deux paires de diverticules « gastriques » au niveau du prosome, suivies de cinq paires de diverticules absorbants au niveau du mésosome, puis d'un iléon rectiligne au niveau du métasome. L'intestin postérieur est court, terminé par un anus à 4 valves.
L'excrétion et l'osmorégulation se fait par une paire de tubes de Malpighi (« reins » du scorpion) qui débouchent à l'extrémité de l'iléon.
L'appareil génital mâle et femelle est représenté par des tubes génitaux (gonades) disposés en échelle au milieu des diverticules digestifs. Les mâles disposent d'un organe en forme de V, l'organe paraxial, dont chacune des moitiés secrète un hémispermatophore, c'est-à-dire les moitiés en miroir qui formeront le spermatophore émis lors de l'accouplement.

## Cycle de vie et reproduction
La plupart des Scorpions se reproduisent par reproduction sexuée, mais une quinzaine d'espèces sont aussi parthénogénétiques (des œufs non fécondés donnent naissance à des jeunes). Le cas classique (le premier décrit) est celui de Tityus serrulatus (dont les œufs non fécondés ne donnent que des femelles), d'autres sont Tityus meteuendus (que des mâles) et Tityus neblina (mâles et femelles).

Spermatophore vide (après insémination) du scorpion Heterometrus phipsoni.

Le dimorphisme sexuel est faible, les mâles possédant généralement des peignes avec un nombre de dents plus élevé que ceux des femelles, avec une forme différente de l'opercule génital. D'autres détails anatomiques tels que la forme des pinces ou de la queue sont parfois sujets à un dimorphisme sexuel, mais cela varie selon les espèces. Chez les espèces à dimorphisme prononcé, les mâles sont plus élancés et plus petits que les femelles ou avec une queue beaucoup plus grande que celle des femelles.
Chez les scorpions, la fécondation est indirecte, elle se fait par l'intermédiaire d'un appareil temporaire, le spermatophore (sac élancé de quelques millimètres à plusieurs centimètres de long selon les espèces) produit par le mâle et déposé au sol.

### Accouplement
Lors de la parade nuptiale, le mâle tient la femelle par les grandes pinces et les deux partenaires semblent exécuter une danse, à figures réglées selon l'espèce, décrite par Jean-Henri Fabre (1823-1915) comme une « promenade à deux »,.

La danse des scorpions ou « promenade à deux ».

Le mâle entraine la femelle vers un endroit propice à la déposition de son spermatophore. Le mâle tire ensuite la femelle pour lui faire chevaucher le spermatophore. Cela a pour effet de plier la structure, articulée en deux parties, provoquant l'éjection du sperme dans les voies génitales de la femelle (orifice sous le métasome) ,.
Ce procédé, qui s'effectue dans un endroit caché aux prédateurs, et qui échappait au regard des premiers observateurs comme Jean-Henri Fabre, n'a été découvert et confirmé que vers le milieu des années 1950. Auparavant, un auteur comme Léon Bertin (1896-1954) ne pouvait qu'imaginer en affirmant : « Que se passe-t-il maintenant dans l'abri sous roche devenu demeure nuptiale ? D'abord l'accouplement auquel il est à peu près impossible d'assister. Ventre contre ventre, les peignes enchevêtrés, mâle et femelle se livrent à l'acte sexuel ».
Le spermatophore vide est souvent dévoré. Des cas de cannibalisme du mâle par la femelle après l'accouplement ont été observés, mais semblent en fait relativement rares en nature, les mâles ayant développé un comportement de fuite rapide ayant lieu de manière quasi systématique après la fécondation.
Il peut y avoir plusieurs portées pour une seule fécondation, en rapport avec une longue conservation du sperme dans les voies génitales femelles.

### Développement
Par certains aspects, les stratégies de reproduction des scorpions s'apparentent plus à celles des vertébrés supérieurs qu'à celles des arthropodes en général.

#### Embryonnaire

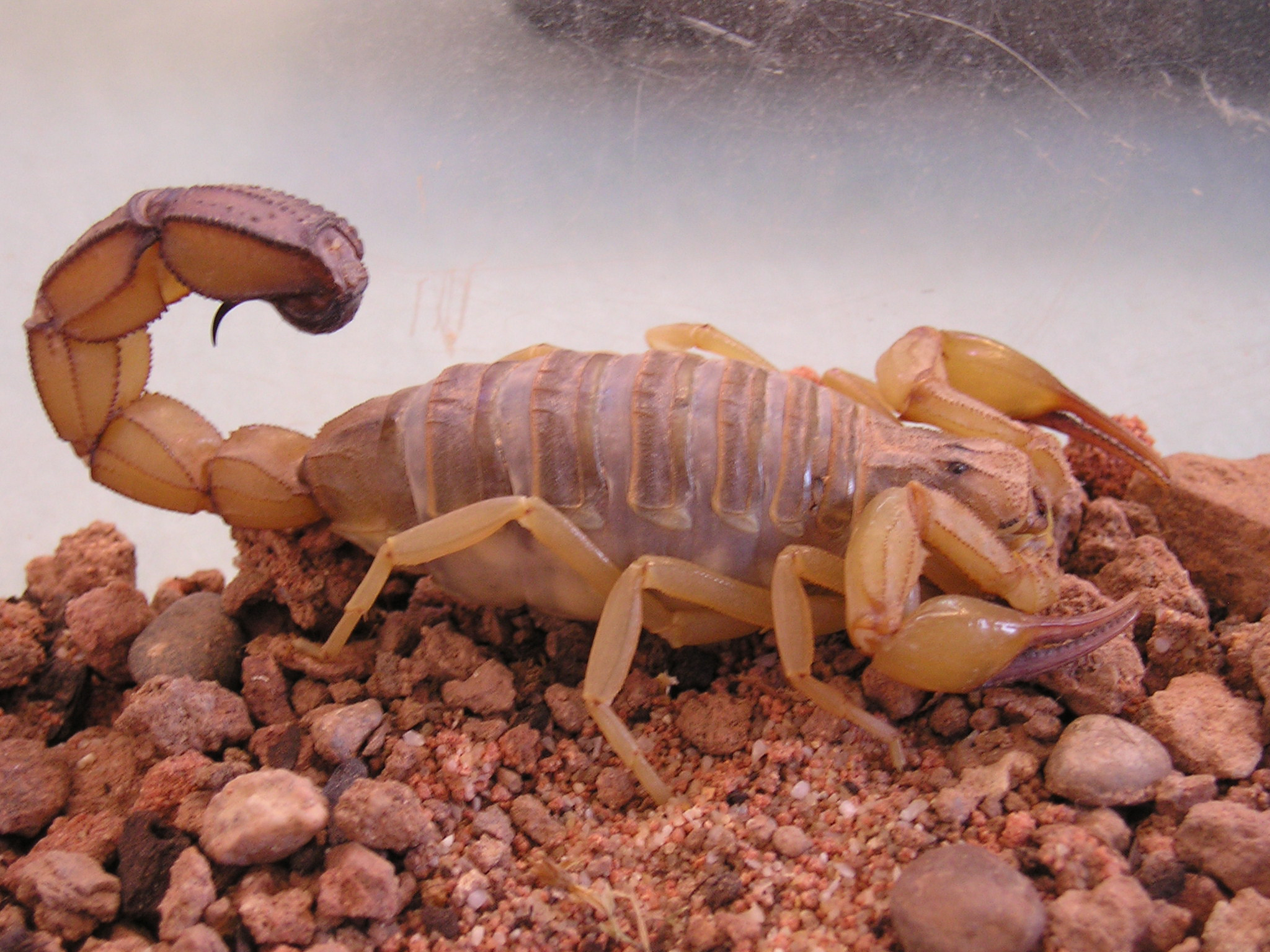
Femelle pleine Androctonus australis.

Le développement embryonnaire dure selon les espèces de 2 à 24 mois. Pour la majorité des auteurs du XXIe siècle, toutes les espèces de scorpions sont vivipares, mais quelques-uns suggèrent que des espèces pourraient être ovovivipares.
Le développement embryonnaire se fait dans un tubule ovaro-utérin, avec ou sans diverticules plus ou moins complexes selon les espèces. Les embryons situés dans les diverticules sont nourris par des structures particulières dites « biberon » et « tétine », correspondant respectivement à des pédipalpes et des chélicères transitoires,.
La parturition s'effectue en quelques heures ou jours dans une « corbeille de naissance » formée par les deux premières pattes de la femelle.

#### Post-embryonnaire
Selon les espèces, une portée varie entre trois et plus d'une centaine de petits (30 à 40 en moyenne) appelés pullus ou projuvéniles qui montent immédiatement sur le dos de la mère. Les pullus sont dépigmentés et munis de pattes à ventouse sans griffes. Leur aiguillon n'est pas fonctionnel et ils ne se nourrissent pas. Ils restent amassés sur le dos maternel entre 2 et 28 jours jusqu'à leur première mue.

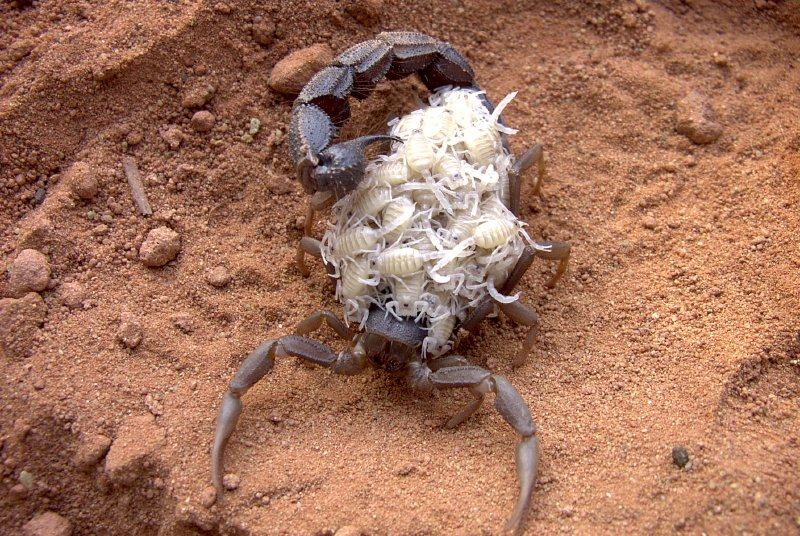
Mère scorpion Parabuthus transvaalicus et sa portée.

Comme tous les animaux possédant un exosquelette, la croissance se fait par mues successives. La première mue, qui dure de 6 à 8 heures, s'effectue sur le dos de la mère. Les jeunes sont alors appelés juvéniles : ils partent en chasse, reviennent et enfin se dispersent. Les jeunes scorpions muent fréquemment jusqu’à l’âge adulte, avec des mues de plus en plus espacées dans le temps. Selon les espèces, les « soins maternels » (juvéniles restant en contact avec leur mère) sont plus ou moins prolongés,.
Chacune de ces mues se déroule de nuit, ou à l'abri dans une cache, en 10 à 14 heures. La nouvelle cuticule n'est pas fluorescente, elle le deviendra en durcissant. L'ancienne cuticule (exuvie) elle, reste fluorescente. Le nombre de mues est variable selon l'espèce : de 4 mues (chez quelques espèces de Microbuthus) à 12 mues (Chiromachus ochropus).
La maturité sexuelle est atteinte en un temps variable, selon les conditions externes du milieu, de six mois à deux ans en général. Un scorpion vit entre 2 et 8 ans selon les espèces, les plus grandes vivant plus longtemps, jusqu'à atteindre exceptionnellement plus d'une vingtaine d'années.

## Écologie
Du point de vue de la dynamique des populations, les spécialistes distinguent deux grands groupes d'espèces de scorpions :
- les espèces en équilibre qui vivent dans des milieux stables et prévisibles, avec un cycle de vie à durée plus longue.
- les espèces opportunistes susceptibles de s'adapter à des milieux instables et imprévisibles, avec un cycle de vie de durée plus courte. Par exemple, grâce à un stockage des spermatozoïdes chez la femelle (plusieurs portées avec une seule fécondation), ou par parthénogenèse.

Ces paramètres pourraient expliquer la présence plus importante de certaines espèces de scorpions dans les nouveaux environnements perturbés, soit naturels (par exemple après une éruption volcanique), soit créés par l'homme (urbanisation de zones rurales) notamment en Amérique du Nord et Centrale pour le genre Centruroides, en Amérique du Sud pour le genre Tityus et en Afrique du Nord pour le genre Androctonus.

### Habitat et distribution

#### Dans le monde

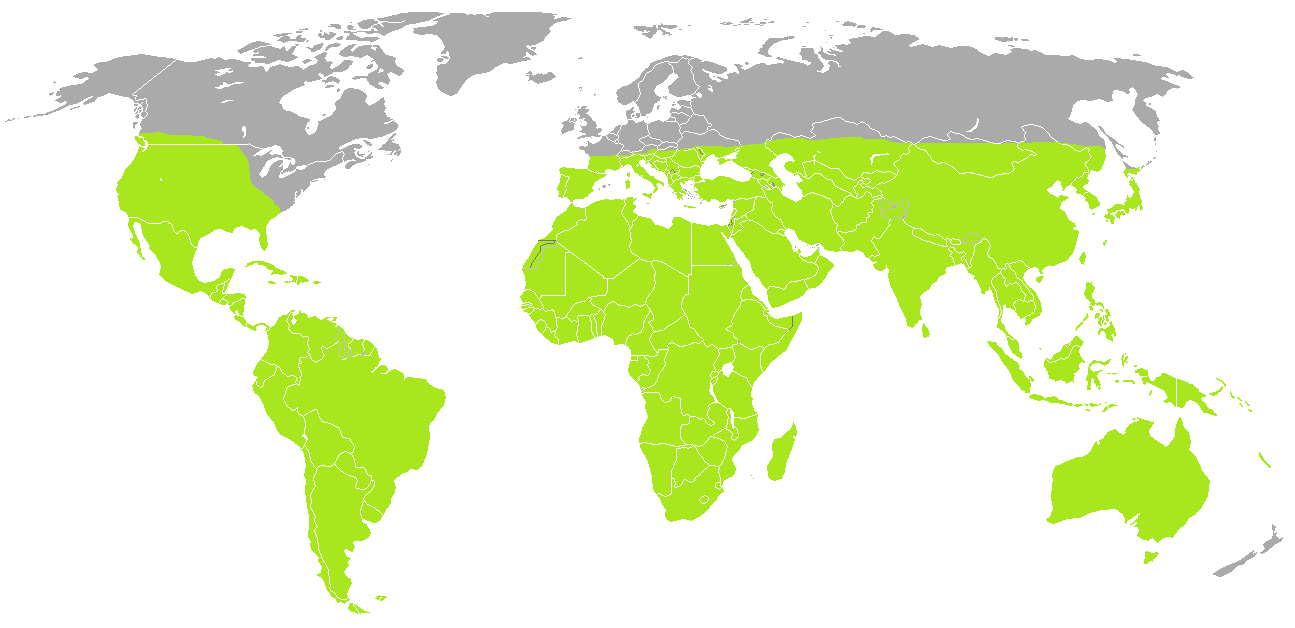
Distribution mondiale des scorpions, en vert.

Les espèces actuelles sont toutes terrestres et elles peuvent être retrouvées dans une zone limitée au nord comme au sud aux environs du 50e degré de latitude. La plus forte concentration de scorpions se trouve dans l'hémisphère sud, et on les trouve surtout dans les régions chaudes comme dans le désert.
Les scorpions ont une grande faculté d'adaptation qui leur a permis de s'installer sur tous les continents et dans tous les biotopes : grottes, plages, zones marines intertidales et laisses de mer, steppes, déserts, forêts tropicales et méditerranéennes, plantes épiphytes, etc..
Les scorpions sont des animaux particulièrement résistants dans des milieux difficiles, notamment à la chaleur et sècheresse désertiques. Ils peuvent survivre à un jeûne de plusieurs années, et à une immersion de près de 3 heures. Ils sont capables de s'adapter à l'enfouissement, à la dessiccation, aux agents microbiens et même aux radiations ionisantes (plus de 150 fois la dose mortelle pour l'homme : 900 Gy contre 6).
Des espèces peuvent vivre en altitude à plus de 3 000 m mais elles sont rares comme Scorpio maurus de l'Atlas marocain. Une espèce est aveugle sans être cavernicole : Belisarius xambeui. Les espèces de très vaste répartition sont aussi rares comme Isometrus maculatus qui occupe toutes les régions chaudes du monde entier. Le plus souvent les différentes espèces se localisent à de grandes régions ou continents ou zones zoogéographiques (voir les espèces d'importance médicale).

#### France métropolitaine

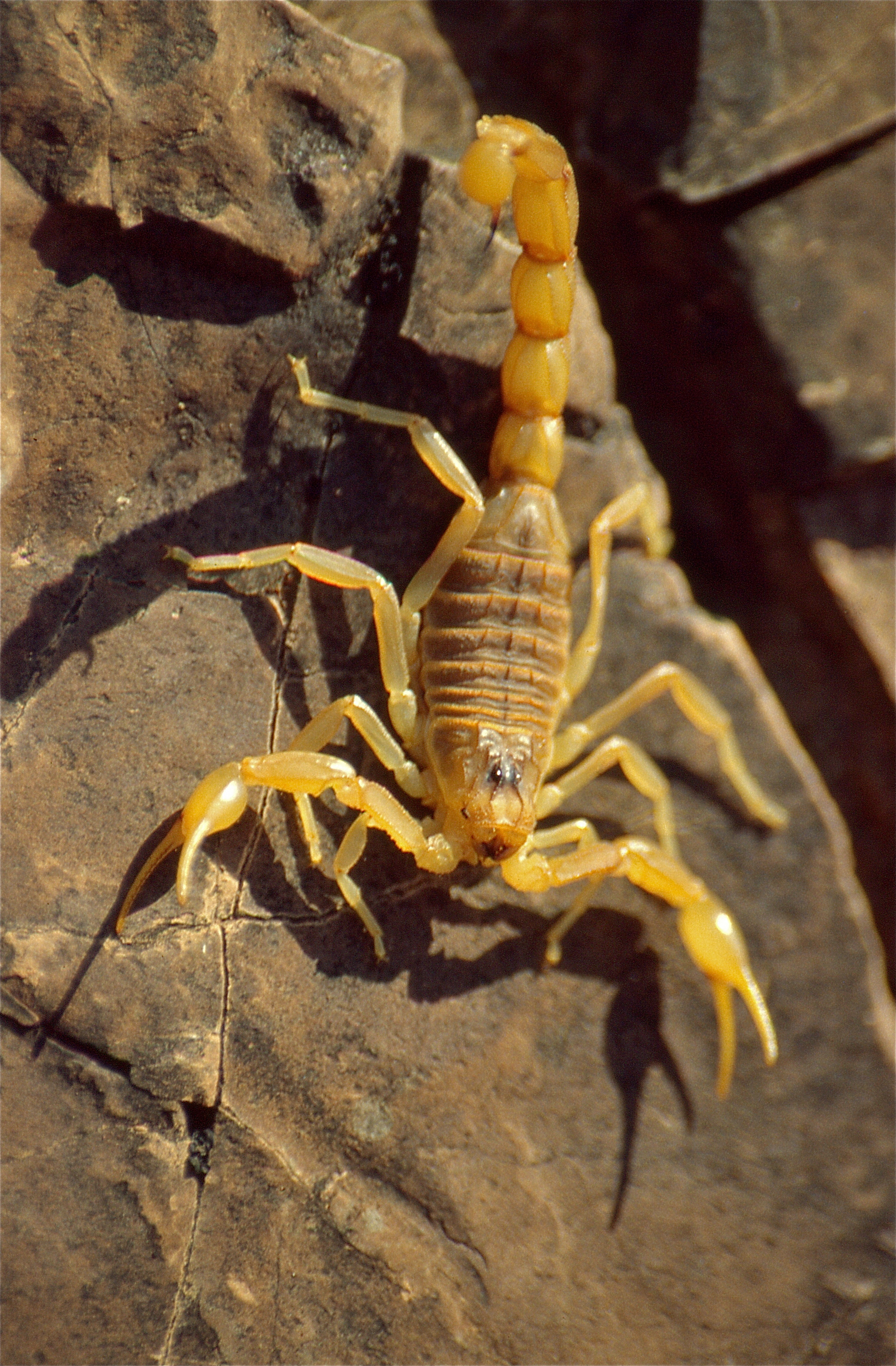
Buthus occitanus ou scorpion jaune, présent dans le sud de la France.

Il y a cinq (ou six, selon des distinctions récentes) espèces de Scorpions en France : elles vivent dans la zone méditerranéenne au sens large. Hors de cette zone, les captures concernent soit des individus transportés par l'homme soit des populations issues de ces transports, et sont localisées à quelques grandes villes.
Deux espèces sont à connaitre :
- Le « petit scorpion noir à queue jaune » Tetratrichobothrius flavicaudis (De Geer, 1778)[26], environ 3 cm, pinces épaisses et corps presque noir, est sans danger, mais hôte fréquent des maisons du Midi, présent également en Corse. On le trouve régulièrement à Bordeaux où il semble s'être bien acclimaté[27].
- Le « scorpion jaune » Buthus occitanus (Amoreux, 1789)[28], environ 5 à 8 cm, pinces très fines et tout jaune, est inféodé aux garrigues de la zone strictement méditerranéenne : il est le seul dont la piqûre occasionne une très forte douleur, étendue dans le membre atteint, et associée éventuellement à des symptômes généraux, bénins et passagers.

Les autres espèces, moins souvent rencontrées, sont Euscorpius concinnus (C. L. Koch, 1837)) ; Euscorpius italicus (Herbst, 1800) très localisé près de la frontière italienne sur la Côte d'Azur ; Belisarius xambeui (Simon, 1879) un rare petit scorpion aveugle inoffensif, endémique des grottes de Catalogne ou endogé dans la même région ; Euscorpius tergestinus (C. L. Koch, 1837) (synonyme Euscorpius carpathicus, (Linnaeus, 1767)), plus montagnard et forestier qu'E. flavicaudis, à l'est du Rhône jusque dans la Drôme et les Hautes-Alpes au nord, et en Corse. Cette espèce a été séparée en deux taxons selon des études récentes, ce qui donne une sixième espèce pour la France.

### Activité
Les scorpions se retrouvent sous les pierres, dans les endroits arides, dans les vieux murs, mais quelques-uns préfèrent les habitations : ils peuvent se cacher sous les lits, les draps ou dans les couvertures. En zone forestière ou végétalisée, les scorpions « troquent le dessous des pierres contre le dessous des écorces ».
Ils craignent la lumière ou plutôt évitent l'évaporation pour résister à la dessiccation. En zone désertique, Heterometrus maurus (=Scorpio maurus) peut creuser dans le sable des terriers de 40 à 50 cm de profondeur.

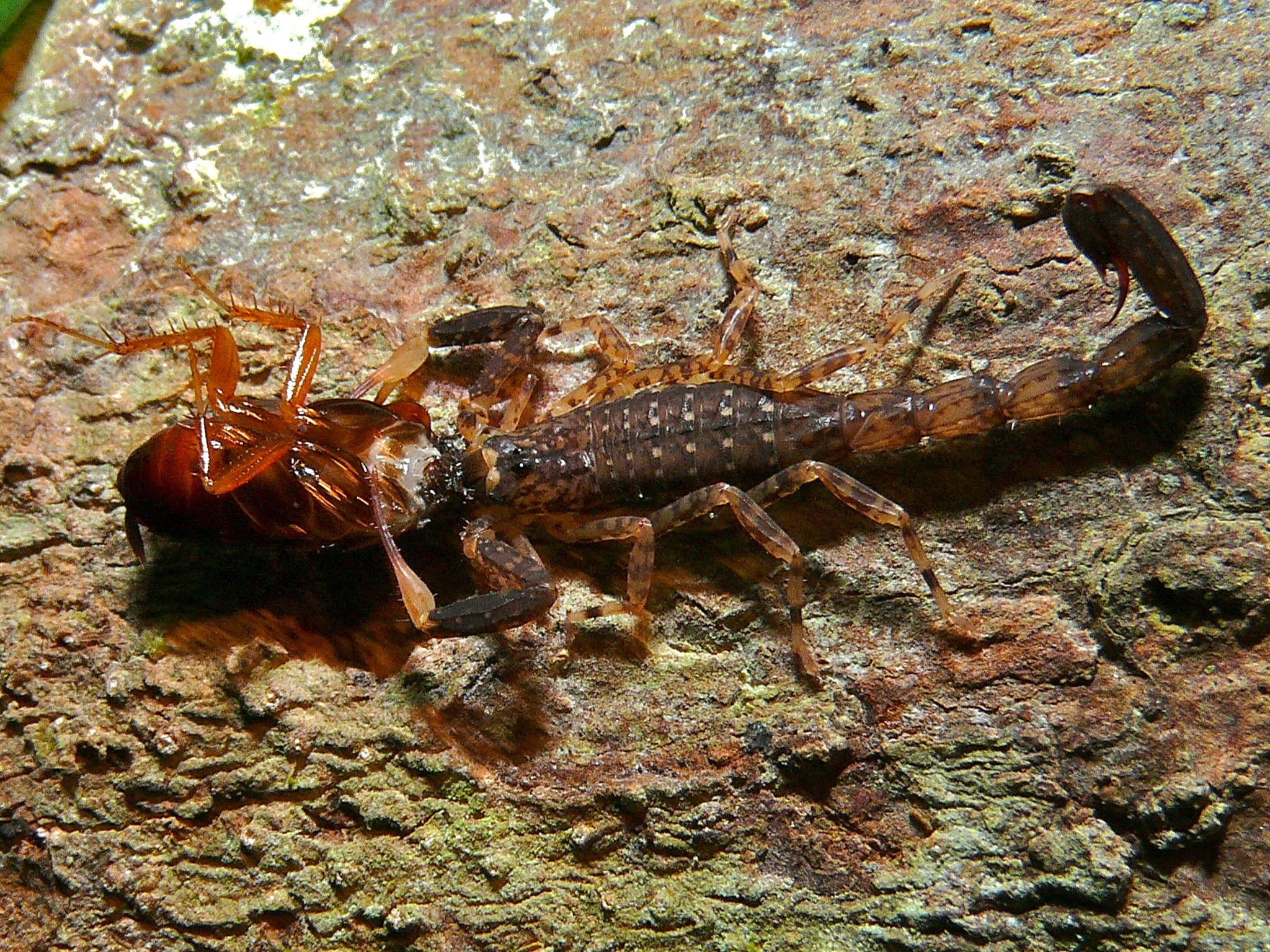
Scorpion du genre Lychas dévorant un cafard.

Leur activité est essentiellement nocturne et crépusculaire. Ils se déplacent alors pour chercher leur nourriture. Ils se nourrissent uniquement de proies vivantes qu'ils paralysent à l'aide de leur venin ou maintiennent solidement entre leurs pinces (appelées pédipalpes). Ils utilisent toutefois leur venin avec parcimonie, le stock mettant deux semaines à se reconstituer.
Les scorpions sont des prédateurs essentiellement d'insectes, d'araignées et de cloportes. Selon leur taille, ils peuvent aussi s'attaquer à de petits reptiles ou petits mammifères. Il existe chez les scorpions un cannibalisme ou une prédation intraguilde qui jouent un rôle régulateur de la dynamique des populations des scorpions.
Les scorpions sont eux-mêmes la proie de reptiles (lézards, serpents...), d'oiseaux (serpentaire, chouette, courlis…) et de mammifères (mangouste, singe…).

### Rôle écologique
Les scorpions participent à l'équilibre des milieux naturels, notamment en régulant les populations d'insectes. Dans les maisons du midi de la France, le petit scorpion noir Euscorpius flavicaudis est traditionnellement toléré, car faisant la chasse aux mouches et autres insectes indésirables.
Par leur diversité, leur résistance et facultés d'adaptations, les scorpions apparaissent comme des arachnides pionniers pour occuper ou réoccuper des écosystèmes pauvres, difficiles ou perturbés.

## Envenimation
Une piqûre défensive de l'aiguillon caudal, très douloureuse, produit des accidents qui peuvent devenir mortels pour l'homme, surtout quand il s'agit des grands Androctonus (Afrique du Nord) et Centruroides (États-Unis, Mexique).
Médicalement, l'envenimation par piqûre de scorpion chez l'homme s'appelle « scorpionnisme ».

### Mécanisme et circonstances de la piqûre

Directions des piqûres et giclées de venin.

De manière générale, les scorpions ne sont pas agressifs envers l'homme et ne piquent que par réflexe de défense lorsqu'ils sont dérangés.
L'inoculation du venin est contrôlée par le scorpion, dès lors toute piqûre n'est pas forcément venimeuse. Même pour les espèces les plus dangereuses de scorpion, seules 10 % des piqûres entrainent un syndrome d'envenimation sévère.
Les piqûres surviennent le plus souvent en été, avec un pic journalier au crépuscule, correspondant à la période d'activité maximale du scorpion, mais de nombreuses espèces peuvent garder un potentiel d'activité tout au long de l'année. La piqûre est souvent localisée aux extrémités (main ou pied), elle est presque toujours unique.
La piqûre de scorpion est très douloureuse, mais le plus souvent bénigne et passagère,. En dépit de l'intensité de la douleur locale, il est souvent difficile de distinguer la trace d'une piqûre de scorpion, voire une zone inflammatoire.

### Épidémiologie
L'épidémiologie mondiale du scorpionisme est mal connue. L'estimation de l'incidence globale est de l'ordre de 1 à 1,5 million de personnes piquées chaque année par un scorpion, le nombre de décès variant de 2000-2600 à un peu plus de 3 000,,. Ces données sont très vraisemblablement sous-estimées car les piqûres sont loin d'être toutes rapportées et les décès surviennent souvent en dehors de toute prise en charge médicale.
Environ 5 % des cas signalés sont sévères et 0,3 % mortels. La plupart des cas sont donc bénins, mais les cas graves peuvent représenter un problème majeur de santé publique dans plusieurs régions du monde, en particulier l'Amérique centrale et du sud, l'Afrique du nord, le Moyen-Orient et l'Asie du sud.
Les espèces les plus dangereuses se trouvent au Sahara. À titre d'exemple, selon les statistiques du ministère de la santé algérien, sur 45 391 personnes piquées par des scorpions, 62 sont mortes en 2006. Au Maroc, plus de 80 personnes sont mortes durant l'année 2006.
Au Mexique, il a été fait état de 3 437 morts en deux ans (1940-1941). Au Brésil, pour la période 2001-2012, les piqûres de scorpion représentent 41 % des accidents d'envenimation, devant les morsures de serpents, et 30% des 2664 décès par envenimation (animaux terrestres).
Les piqûres de scorpions surviennent le plus souvent chez des adultes jeunes, mais les cas d'envenimation sévères, voire mortelles, concernent surtout les enfants (accident domestique en zone rurale).

### Espèces en cause
Sur plus de 2200 espèces de scorpions décrites en 2018, on estime que 40 à 50 sont dangereuses pour l'homme (susceptibles de provoquer un accident d'envenimation). Ces scorpions d'importance médicale sont des espèces de la famille Buthidae,. Ils se caractérisent par une queue relativement épaisse, des pinces plutôt fines, et leur prédominance fréquente en milieu aride.

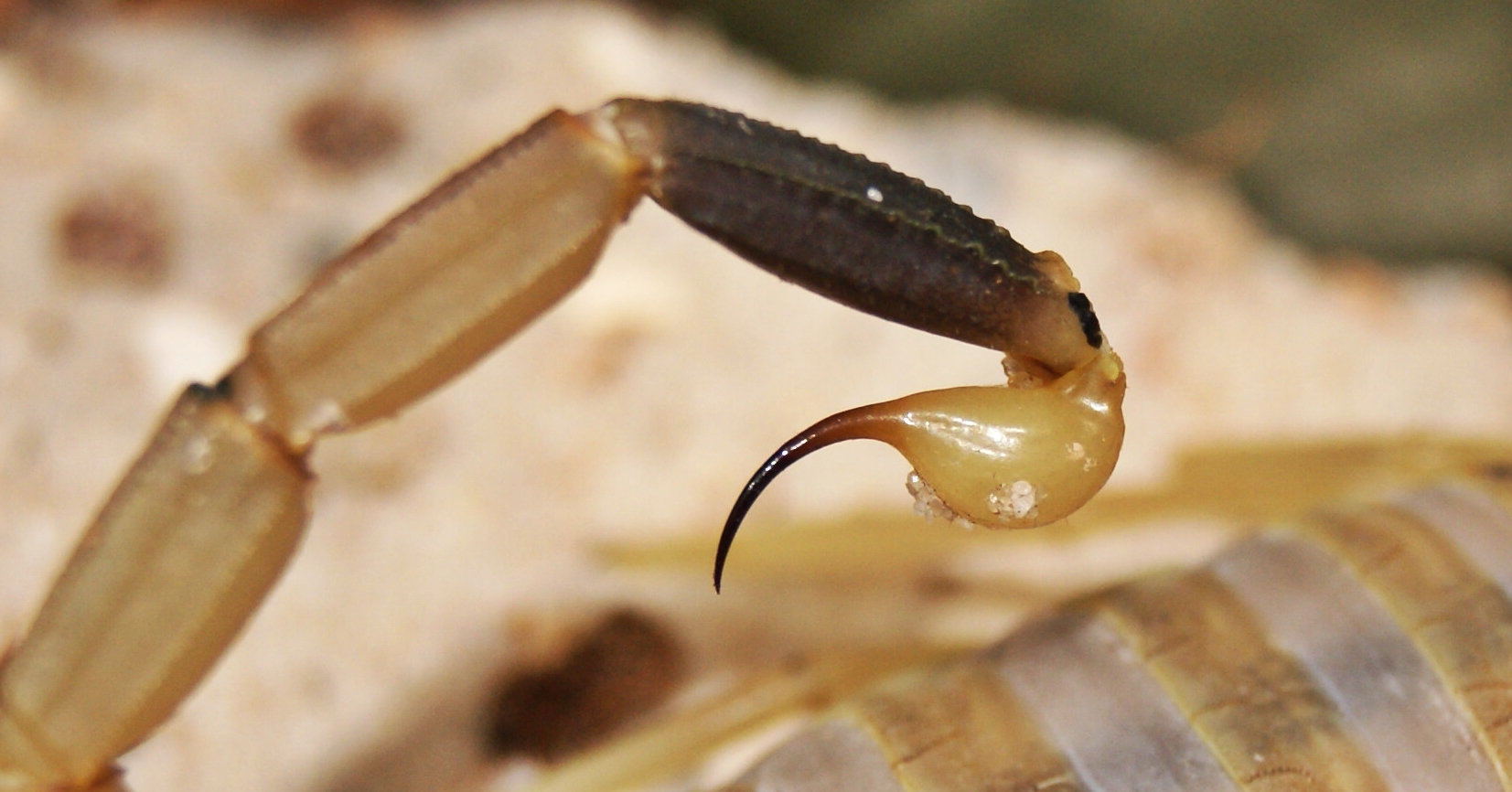
Aiguillon de Leiurus quinquestriatus, qui inocule le venin de scorpion le plus toxique pour l'homme.

Dans le sud des États-Unis et au Mexique, les accidents graves sont dus à des Centruroides : d'abord C. suffusus puis C. noxius et C. sculpturatus. En Amérique du Sud, il s'agit du genre Tityus. Les plus dangereux sont T. serrulatus, T. bahiensis et T. trinitatis.
Dans le sous-continent indien, il s'agit des genres Heterometrus et Androctonus.
Dans les régions arides d'Afrique du Nord et du Moyen-Orient, les espèces signalées sont Buthus occitanus (aussi présent dans le sud de la France), Leiurus quinquestriatus, Androctonus australis, et celles appartenant au genre Buthacus. Androctonus australis serait responsable de 95 % des décès par scorpionisme en Afrique du nord, alors que la piqûre de Buthus occitanus est très douloureuse mais bénigne.
En Afrique subsaharienne, quelques espèces redoutées appartiennent aux genres Pandinus, Parabuthus et Hadogenes.
Plus récemment des cas sévères ont été décrits en Iran avec Hemiscorpius lepturus, et en Asie avec des espèces du genre Mesobuthus.

### Toxicité du venin
En général, les scorpions ne peuvent injecter assez de venin pour tuer des personnes adultes en bonne santé sauf pour les espèces très toxiques. En revanche, les enfants, les personnes âgées et les personnes malades sont plus exposées.
Toutes les espèces de Scorpions sont venimeuses. Le venin de scorpion est un mélange complexe de toxines qui varie selon les taxons et parfois selon les individus d'une même espèce. Il est relativement pauvre en enzymes. Outre les toxines, les venins de scorpion contiennent des composés organiques, comme des amines biogènes qui seraient responsables de la vive douleur causée par la piqûre de scorpion,.
Ces venins sont le plus souvent neurotoxiques, mais quelques espèces utilisent des venins cytotoxiques comme ceux du genre Heterometrus en Asie (cloque, lésion tissulaire...) ou des venins hémolytiques (effet hémorragique) comme celui de Hemiscorpius lepturus en Iran et au Kurdistan.
Les neurotoxiques utilisés sont en général de petites protéines (polypeptides), stabilisées par des ponts disulfures, qui vont interférer avec le système nerveux de la victime. Elles se fixent sur les récepteurs des canaux sodiques, entraînant une excitation neuronale prolongée du système nerveux autonome et neuromusculaire. D'autres toxines de venin de scorpion agissent sur d'autres canaux ioniques (potassium, calcium...) mais sont de moindre importance dans l'envenimation humaine et des mammifères en général. Elles sont surtout toxiques pour les insectes et les crustacés.
L'action des neurotoxines de venin de scorpion est le plus souvent très rapide, en règle moins de quatre heures chez l'homme.
| Leiurus quinquestriatus | 0,25 | Turquie, Israël, Égypte, Algérie, Libye, Soudan. |
| Androctonus mauritanicus | 0,31 | Maroc.                                           |
| Androctonus australis | 0,32 | Maroc, Algérie, Libye, Tunisie, Égypte.          |
| Androctonus crassicauda | 0,40 | Turquie, Israël, Irak, Péninsule arabique.       |
| Tityus serrulatus | 0,43 | Brésil.                                          |
| Centruroides limpidus | 0,69 | Mexique.                                         |
| Androctonus amoreuxi | 0,75 | Moyen-Orient.                                    |
| Buthus occitanus | 0,90 | Maroc, Algérie, Jordanie, sud de l'Europe.       |
| Centruroides exilicauda | 1,12 | États-Unis, nord du Mexique.                     |
| Parabuthus transvaalicus | 4,25 | Afrique du Sud.                                  |
| Hottentotta tamulus | —    | Inde.                                            |
| * La dose létale 50 exprimée en mg par kg est la dose nécessaire pour tuer 50 % des souris après injection sous-cutanée. Plus cette dose est faible, plus le venin est toxique. |      |                                                  |

### Manifestations cliniques
L'effet du venin dépend, :
- de l'espèce de scorpion et de sa taille. Le risque est réputé faible si le scorpion fait moins de 3 cm, mais à l'inverse le plus grand des scorpions, Pandinus imperator (jusqu'à plus de 18 cm) n'est pas dangereux pour l'humain.
- de la quantité de venin injectée, difficile à évaluer en pratique.
- de la voie d'inoculation. En condition naturelle elle est presque toujours sous-cutanée ou intradermique, mais une exceptionnelle inoculation intravasculaire est encore plus dangereuse.
- des caractéristiques de la victime (âge, poids, état de santé). Les enfants de moins de 15 ans et les personnes âgées de plus de 70 ans sont les plus sensibles.

#### Piqûre bénigne
Le venin des scorpions est particulièrement efficace contre les autres arthropodes, qui constituent leurs proies habituelles, mais peu contre l'homme. Le plus souvent, les piqûres de scorpion ne produisent que des effets locaux.
Une simple douleur locale modérée progressivement décroissante indique une simple piqûre sans injection de venin. Une douleur intense avec des variations (paroxysmes entrecoupées d'accalmies) indique un début d'envenimation, avec engourdissement et gonflement localisé. Les signes généraux (agitation, malaise, sueurs, troubles digestifs...) sont rares et bénins,.

#### Syndromes graves
Lorsqu'il s'agit d'espèces plus dangereuses, dans à peu près 5 % des cas, un syndrome d'envenimation sévère peut se manifester après un intervalle libre de deux à quatre heures, et chez l'enfant de 14 minutes en moyenne. Outre la douleur constante, les syndromes sont variés, d'ordre cardiovasculaire, digestif et neurologique, par atteinte du système nerveux autonome,.
Les genres Androctonus, Buthus et Mesobuthus sont le plus souvent associés à une atteinte cardiovasculaire (tachycardie, hypertension, arythmie) pouvant évoluer vers une atteinte du myocarde, un accident vasculaire cérébral, ou un état de choc avec hypotension,.
Les genres Centruroïdes et Parabuthus sont le plus souvent associés à une atteinte neuromusculaire (spasmes et convulsions, paralysies, perte de la coordination des mouvements, troubles visuels et oculomoteurs),.
Dans la plupart des cas graves, des troubles digestifs sont présents (douleur abdominale, vomissements, diarrhées). Quelques scorpions, comme Leiurus quinquestriatus et ceux du genre Tityus ont provoqué des cas de pancréatite aigüe.
L'évolution fatale peut se faire par œdème aigu du poumon, ou coma avec défaillance multisystémique, parfois par choc anaphylactique au venin,.
Des syndromes particuliers de type cytotoxique (troubles hémorragiques ou nécrose cutanée locale) peuvent survenir avec la piqûre d'Hemiscorpius lepturus, ou celles du genre Heterometrus,.
Il est généralement estimé que passées les 24 premières heures après la piqûre, tout risque mortel est écarté.

### Diagnostic

#### Positif
Il repose sur les circonstances de l'évènement (piqûre de scorpion), le plus souvent le scorpion a été vu par la victime, et sur l'éventuelle capture de l'animal pour identification,.
Pour les cas sévères hospitalisés, il n'existe pas de test diagnostique spécifique d'envenimation par scorpion. Le dosage sanguin de venin de scorpion est parfois utilisé dans des buts de recherche, mais il n'est pas utile dans le diagnostic et le traitement. Les explorations se limitent à un bilan biologique de base ou orienté vers des complications potentielles selon l'évolution,.
Dans les cas médicolégaux de mort suspecte par piqûre de scorpion, une autopsie peut être réalisée.

#### Différentiel
En l'absence de notion de piqûre de scorpion, ou dans les cas douteux, il faut discuter de :
- autres envenimations : chenille processionnaire, scolopendre, araignée, serpent venimeux...
- allergie aux piqûres d'hyménoptères ;
- intoxication aux organophosphorés ;
- pancréatite aigüe ;
- myasthénie aigüe ;
- botulisme ;
- diphtérie.

### Traitement
Le traitement dépend de la gravité des symptômes.
Il existe plusieurs échelles de gravité qui peuvent varier selon les pays (selon les espèces de scorpions en cause), mais bâties sur les mêmes principes : 3 ou 4 stades de gravité croissante, utiles pour orienter les conduites à tenir (les stades 3 et 4 sont parfois réunis en un seul pour des raisons pratiques). De façon générale,, :
1. effet local uniquement : douleur ou engourdissement qui s'atténue au bout d'une heure, et disparait dans la journée.
2. troubles neurovégétatifs : sueurs, hypertension, agitation, anxiété... à évolution favorable en 24 h.
3. troubles majeurs respiratoires, cardiaques, neurologiques conduisant à une hospitalisation.
4. complications neurotoxiques avec hyperthermie, état de choc et défaillance multiviscérale.

#### Formes bénignes
Elles correspondent aux stades 1 et 2. Le traitement est simple : désinfection locale et mise à jour éventuelle d'une vaccination antitétanique. En France métropolitaine, la plupart des piqures de scorpions ne demandent aucun traitement, si ce n'est l'application de glace sur la piqûre pour atténuer la douleur.
Un antalgique antinflammatoire, comme l'ibuprofène, peut être utile, mais l'utilisation en routine d'antihistaminiques, de corticoïdes ou d'antibiotique n'est pas recommandée (inutile et sans effet). La pose de garrot ou l'incision du site de la piqûre sont déconseillées,.
Dans les pays endémiques de formes graves, une période d'observation d'au moins 4 heures est parfois proposée.

#### Formes sévères
Elles correspondent aux stades 3 et 4. Le traitement des formes graves requiert une hospitalisation en milieu spécialisé.
Les traitements symptomatiques d'urgence sont d'abord d'assurer une stabilité cardiorespiratoire (soins de réanimation), puis de diminuer les manifestations neuromusculaires (spasmes, convulsions...) par administration de fortes doses de benzodiazépines ,.
La base du traitement est l'administration de sérum anti-venimeux. Sa disponibilité est cependant précaire, la production de ce dernier étant bien inférieure aux besoins estimés, comme le pointe un rapport publié par l'Organisation mondiale de la santé datant de 2007. L'efficacité de tous les sérums n'est cependant pas sûre ou n'a été testée que sur un faible nombre de patients.
Les sérums anti-venimeux sont spécifiques aux principales espèces de scorpions les plus venimeux. Aussi les pays qui les utilisent ont chacun le leur, par exemple : États-Unis (Centruroides ou Parabuthus), Argentine (Tityus trivittatus), Brésil (Tityus serrulatus et Tityus bahiensis), France (Androctonus pour les pays d'Afrique du nord),.
L'utilisation de sérum antivenimeux reste controversée, en raison de problèmes liés à sa disponibilité, son efficacité, ses effets secondaires, et à son rapport coût-efficacité. En principe, la sérothérapie anti-scorpion est réservée aux cas sévères (stade 3 et 4), lorsqu'elle disponible, adaptée à l'espèce en cause, et appliquée suffisamment tôt (dans les deux heures après la piqûre), elle permet la sédation rapide des symptômes ou tout au moins d'avoir un effet bénéfique.
Les antivenins de scorpions du XXIe siècle ne présentent plus de risques d'anaphylaxie, à la différence de la précédente génération mise sur le marché en 1965 et retirée en 2001 (risque anaphylactique de 3,4 %), mais ils ont un coût plus élevé, avec un risque persistant de 0,5 % de maladie sérique.

## Utilisation médicinale

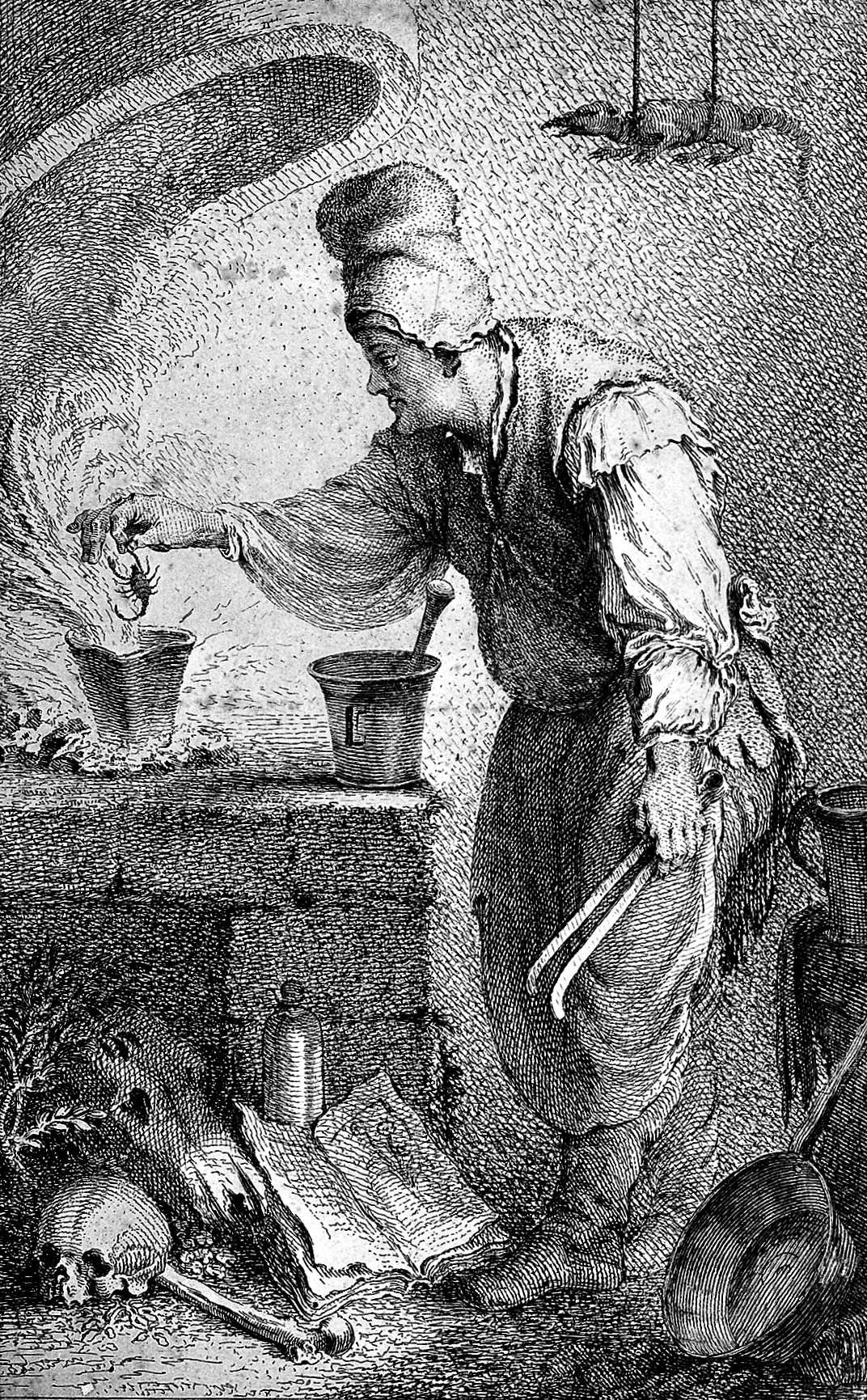
Sorcière ébouillantant un scorpion, gravure du XVIIIe siècle.

### Historique et traditionnelle
Le scorpion est mentionné comme remède en Égypte antique. Dans le papyrus Berlin 3038, il est utilisé en onguent contre les démons après avoir été bouilli dans de la graisse. Pour Pline l'Ancien (Histoire naturelle, XXIX, 29) le scorpion qui a piqué est lui-même remède à sa propre piqure : il faut l'écraser vivant contre la plaie, ou le faire griller pour l'avaler.
Cette pharmacopée traditionnelle est prolongée par la médecine arabe. Pour Rhazès et Ibn Al Baitar, l'huile ou la poudre de scorpion sont utiles contre les ulcères, les douleurs lombaires et des hanches, ou susceptibles de dissoudre les calculs urinaires .
Ces données sont transmises à l'Occident médiéval. L'huile de scorpion (préférée aux poudres pour une meilleure conservation) est utilisée en Europe méditerranéenne comme un alexipharmaque (antidote contre les maladies pestilentielles) ou comme alexitère (antivenin). Les scorpions vivants sont bouillis dans de l'huile d'olive et du vin, infusés ou macérés, l'huile simple de scorpion est ainsi obtenue par filtration à travers un linge. Le médecin botaniste Mattioli (1501-1578) propose l'huile composée de scorpion, en y ajoutant des plantes aromatiques.

Blason du village de Souvignargues.

Les remèdes à base de scorpion sont employés jusqu'au XVIIIe siècle comme antivenin, contre les fièvres, paralysies et épilepsie. Dans le Languedoc, les scorpions abondaient autour de Souvignargues, et ses habitants en tiraient une bonne source de revenu pour fournir les apothicaires de la région.
En Inde, la médecine Yunâni poursuit la tradition du galénisme arabe. L'huile de scorpion est proposée par les Yogi contre les faiblesses neuro-musculaires, les troubles urinaires, et pour restaurer vitalité et virilité. En médecine traditionnelle afghane, le scorpion-remède est aussi employé contre les maladies de peau et la jaunisse.
En Chine, le scorpion est signalé dans des ouvrages de pharmacopée ou Bencao, dès le Xe siècle. L'ouvrage le plus connu étant le Bencao gangmu du XVIe siècle. Dans le cycle chinois des Wuxing, le scorpion correspond à l'Est (région la plus riche en scorpion), à l'élément Bois (par sa couleur bleu-vert), aux « maladies du Vent » et au méridien du foie.
Le scorpion chinois utilisé a été identifié au Buthus martensii. Contrairement à l'occident médiéval, il est surtout employé en poudre (queue de scorpion ou scorpion entier), après avoir été ébouillanté, séché au soleil, puis salé. Ce remède est utilisé en pilule ou en pommade, pour les contractures et paralysies subites, épilepsies et convulsions de l'enfant.

### Recherches pharmacologiques
En Europe, les remèdes à base de scorpions sont abandonnés au début du XIXe siècle. Paul Bert (1833-1886) est le premier expérimentateur des effets neurotoxiques du venin de scorpion. L'idée première a été de penser que tous les venins de scorpions se caractérisaient par une seule toxine identique.

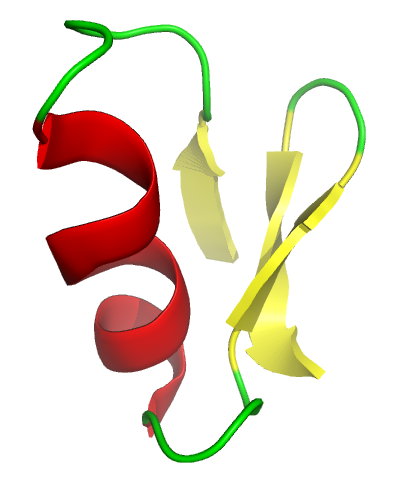
Structure 3D de la chlorotoxine, peptide de 36 acides aminés.

À partir des années 1950, les progrès de l'analyse chimique (microanalyse, chromatographie, électrophorèse...) font découvrir la variété et la richesse des composants de venins de scorpions. D'autant plus que l'étude des scorpions n'est plus dominée par la seule recherche européenne, elle est aussi affaire de chercheurs d'autres régions du monde (Amérique centrale et du Sud, Afrique du Sud, Inde, Chine...).
L'utilisation de scorpions en médecine traditionnelle de ces régions a conduit à une recherche des principes actifs potentiels qui pourraient être contenus dans leur venin. Les études menées depuis les années 1990 montrent que les venins de scorpions seraient « un trésor de molécules ». Ces molécules, susceptibles d'être synthétisées, seraient candidates potentielles pour un développement pharmacologique.
Ces études ne dépassent pas toutefois le stade des essais précliniques (sur cultures cellulaires humaines, ou sur modèle animal, rat ou souris). Les travaux les plus avancés (essais cliniques phase 1) concernent la chlorotoxine (en), une toxine de Leiurus quinquestriatus qui bloque le canal chlorure, et qui pourrait être utilisé comme insecticide et agent anticancéreux.
De nombreux peptides provenant du venin d'autres espèces de scorpions pourraient avoir une action antitumorale, mais aussi antibactérienne, antivirale ou antimycosique ; jouer un rôle immunosuppresseur ou immunomodulateur.

## Taxonomie
Pour un article plus général, voir Taxonomie.
La classification des scorpions présente des lacunes et de nombreux problèmes, notamment le fait qu'il s'agit d'un domaine hautement spécialisé, en perpétuel changement, et dont les données ne sont guère disponibles aux non-experts.

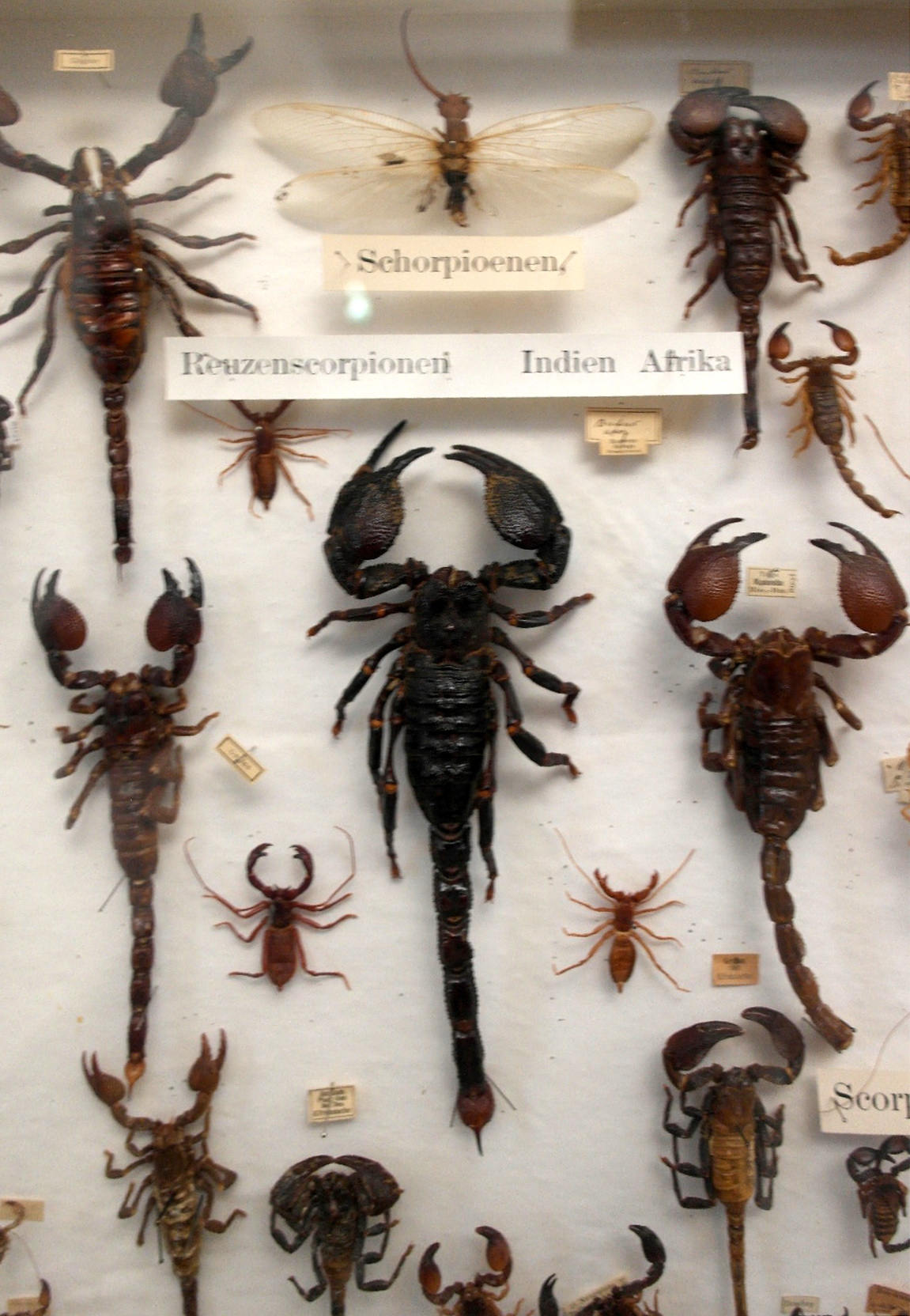
Collection de scorpions (et d'autres arthropodes dont quelques amblypiyges) du Missiemuseum Steyl, Pays-Bas.

Plusieurs communautés s'intéressent à la taxonomie des scorpions. Deux sont académiques : les zoologistes ou « vrais experts », puis ceux qui s'intéressent aux venins (recherche fondamentale ou appliquée des biologistes, biochimistes...) ou aux accidents d'envenimation (médecins cliniciens ou de santé publique). Les problèmes de taxonomie relèvent en principe du Code international de nomenclature zoologique. Dès lors une meilleure communication entre ces communautés de niveaux différents d'expertise pourrait aider à résoudre ces difficultés,.
Il existe aussi une troisième communauté, historique et traditionnelle, qui a son mot à dire : celle des amateurs ou collectionneurs privés. Ceux-ci dérogent souvent aux règles académiques : ils publient dans des revues marginales sans évaluation par les pairs, leur matériel biologique est conservé dans des collections privées invérifiables, et non dans des institutions académiques officielles ouvertes aux autres chercheurs. De plus, depuis les années 1990, un commerce d'animaux exotiques se développe en Europe et en Amérique du Nord, parfois en violation de la légalité des pays concernés. Si quelques amateurs apportent des contributions utiles par des voyages et recherches personnelles, la plupart jouent un rôle négatif,.
Le nombre d'espèces connues de scorpions à la fin du XIXe siècle était d'environ 250, en 1975 de 700, les espèces dangereuses pour l'humain restant stables à 20-25 espèces. En 2018, près de 2 200 espèces sont connues, les espèces dangereuses étant désormais de 40 à 50. Cette augmentation est principalement due à de nouvelles techniques : pour collecter des scorpions sur le terrain (nouveaux habitats ou micro-habitats) ou pour préciser les critères distinctifs de population (taxonomie numérique, génétique moléculaire…).
Comparativement aux autres arthropodes, ce nombre d'espèces apparait faible (plus d'un million d'espèces pour les insectes, près de 40 000 pour les araignées), mais dans les décennies à venir, plus de cinq mille espèces de scorpions pourraient être décrites, surtout celles de plus petite taille (de l'ordre de 1 à 2 cm, les plus mal connues). Cependant seule une minorité de scorpions sont visibles pour l'homme, car dans les milieux naturels, les scorpions se font discrets en restant le plus souvent en petit nombre.

## Classification
Tous les Scorpions actuels sont classés dans l'infra-ordre des Orthosterni.
- Sous-ordre † Mesoscorpionina (contenait des genres fossiles qui ont été répartis dans les Branchioscorpionina. Obsolète)
- Sous-ordre † Branchioscorpionina
  - Infra-ordre † Bilobosternina
    - Familles † Branchioscorpionidae, † Dolichophonidae

  - Infra-ordre † Holosternina
    - Super-famille † Acanthoscorpionoidea
      - Familles † Acanthoscorpionidae, † Stenoscorpionidae

    - Super-famille † Allopalaeophonoidea
      - Famille † Allopalaeophonidae

    - Super-famille † Archaeoctonoidea
      - Famille † Archaeoctonidae

    - Super-famille † Gigantoscorpionoidea
      - Famille † Gigantoscorpionidae

    - Super-famille † Mesophonoidea
      - Familles † Centromachidae, † Heloscorpionidae, † Liassoscorpionididae, † Mazoniidae, † Mesophonidae, † Willsiscorpionidae

    - Super-famille † Palaeoscorpioidea
      - Familles † Hydroscorpiidae, † Palaeoscorpiidae

    - Super-famille † Proscorpioidea
      - Familles † Labriscorpionidae, † Proscorpiidae, † Waeringoscorpionidae

    - Super-famille † Spongiophonoidea
      - Familles † Praearcturidae, † Spongiophonidae

    - Super-famille † Stoermeroscorpionoidea
      - Famille † Stoermeroscorpionidae

  - Infra-ordre † Lobosternina
    - Super-famille † Isobuthoidea
      - Familles † Eobuthidae, † Eoscorpiidae, † Isobuthidae, † Kronoscorpionidae, † Pareobuthidae

    - Super-famille † Loboarchaeoctonoidea
      - Famille † Loboarchaeoctonidae

    - Super-famille † Palaeophonoidea
      - Familles † Palaeophonidae, † Paraisobuthidae, † Pseudobuthiscorpiidae, † Scoloposcorpionidae, † Telmatoscorpionidae, † Wattisoniidae

  - Infra-ordre † Mesosternina
    - Super-famille † Cyclophthalmoidea
      - Familles † Cyclophthalmidae, † Microlabiidae

    - Super-famille † Palaeobuthoidea
      - Famille † Palaeobuthidae
- Sous-ordre Neoscorpii
  - Infra-ordre † Palaeosterni (parfois classés dans les Branchioscorpionina)
    - Familles † Allobuthiscorpiidae, † Anthracoscorpionidae, † Buthiscorpiidae, † Eoctonidae, † Garnettiidae

  - Infra-ordre Orthosterni
    - Familles Incertae sedis † Archaeobuthidae, † Palaeopisthacanthidae
    - Micro-ordre Pseudochactida
      - Super-famille Pseudochactoidea
        - Famille Pseudochactidae

    - Micro-ordre Buthida
      - Super-famille Buthoidea
        - Familles Buthidae, Microcharmidae, † Protobuthidae

    - Micro-ordre Chaerilida
      - Super-famille Chaeriloidea
        - Famille Chaerilidae

    - Micro-ordre Iurida
      - Super-famille † Palaeoeuscorpioidea
        - Famille † Palaeoeuscorpiidae

      - Super-famille Chactoidea
        - Familles † Akravidae, Chactidae, Euscorpiidae, Superstitioniidae, Vaejovidae

      - Super-famille Iuroidea
        - Familles Caraboctonidae, Iuridae

      - Super-famille Scorpionoidea
        - Familles Bothriuridae, Hemiscorpiidae (= Liochelidae), Heteroscorpionidae, † Protoischnuridae, Scorpionidae (inc. Urodacidae)

et les genres fossiles à l'appartenance familiale incertaine :
Selon World Spider Catalog 20.5 :
- † Aspiscorpio Kjellesvig-Waering, 1986
- † Brontoscorpio Kjellesvig-Waering, 1972
- † Compsoscorpius Petrunkevitch 1949
- † Corniops Jeram, 1994
- † Eramoscorpius Waddington, Rudkin & Dunlop, 2015
- † Gondwanascorpio Gess, 2013
- † Gymnoscorpius Jeram, 1994
- † Hubeiscorpio Walossek, Li & Brauckmann, 1990
- † Liassoscorpionides Bode, 1951
- † Palaeomachus Pocock, 1911
- † Permomatveevia Dammann, 2017
- † Titanoscorpio Kjellesvig-Waering, 1986
- † Wattisonia Wills, 1960

et décrit depuis :
- † Parioscorpio Wendruff, Babcock, Wirkner, Kluessendorf & Mik, 2020

La phylogénie interne des scorpions a été débattue, mais l'analyse génomique place systématiquement les Bothriuridae comme sœur d'un clade composé de Scorpionoidea et Chactoidea. Les scorpions se sont diversifiés entre le Dévonien et le début du Carbonifère. La division principale est dans les clades Buthida et Iurida. Les Bothriuridae ont divergé avant que le Gondwana tempéré ne se divise en masses terrestres distinctes, complétées par le Jurassique. Les Iuroidea et Chactoidea sont tous deux considérés comme n'étant pas des clades uniques et sont présentés comme "paraphylétiques" (avec des guillemets) dans ce cladogramme de 2018.
|  | \| \| Chaeriloidea \| \| \| \| \| \| Pseudochactoidea \| \| \| \| |
|  |                                                                   |
|  | Buthoidea                                                         |
|  |                                                                   |
|  | Chaeriloidea                                                      |
|  |                                                                   |
|  | Pseudochactoidea                                                  |
|  |                                                                   |

|  | Chaeriloidea     |
|  |                  |
|  | Pseudochactoidea |
|  |                  |

|  | \| \| "Chactoidea" (part) \| \| \| \| \| \| "Iuroidea" (part) \| \| \| \| |
|  |                                                                           |
|  | "Chactoidea" (part)                                                       |
|  |                                                                           |
|  | "Chactoidea" (part)                                                       |
|  |                                                                           |
|  | "Iuroidea" (part)                                                         |
|  |                                                                           |

|  | "Chactoidea" (part) |
|  |                     |
|  | "Iuroidea" (part)   |
|  |                     |

|  | \| \| "Chactoidea" (part) \| \| \| \| \| \| "Iuroidea" (part) \| \| \| \| |
|  |                                                                           |
|  | "Chactoidea" (part)                                                       |
|  |                                                                           |
|  | "Chactoidea" (part)                                                       |
|  |                                                                           |
|  | "Iuroidea" (part)                                                         |
|  |                                                                           |

|  | "Chactoidea" (part) |
|  |                     |
|  | "Iuroidea" (part)   |
|  |                     |

|  | \| \| "Chactoidea" (part) \| \| \| \| \| \| "Iuroidea" (part) \| \| \| \| |
|  |                                                                           |
|  | "Chactoidea" (part)                                                       |
|  |                                                                           |
|  | "Chactoidea" (part)                                                       |
|  |                                                                           |
|  | "Iuroidea" (part)                                                         |
|  |                                                                           |

|  | "Chactoidea" (part) |
|  |                     |
|  | "Iuroidea" (part)   |
|  |                     |

|  | \| \| "Chactoidea" (part) \| \| \| \| \| \| "Iuroidea" (part) \| \| \| \| |
|  |                                                                           |
|  | "Chactoidea" (part)                                                       |
|  |                                                                           |
|  | "Chactoidea" (part)                                                       |
|  |                                                                           |
|  | "Iuroidea" (part)                                                         |
|  |                                                                           |

|  | "Chactoidea" (part) |
|  |                     |
|  | "Iuroidea" (part)   |
|  |                     |

|  | \| \| "Chactoidea" (part) \| \| \| \| \| \| "Iuroidea" (part) \| \| \| \| |
|  |                                                                           |
|  | "Chactoidea" (part)                                                       |
|  |                                                                           |
|  | "Chactoidea" (part)                                                       |
|  |                                                                           |
|  | "Iuroidea" (part)                                                         |
|  |                                                                           |

|  | "Chactoidea" (part) |
|  |                     |
|  | "Iuroidea" (part)   |
|  |                     |

|  | \| \| "Chactoidea" (part) \| \| \| \| \| \| "Iuroidea" (part) \| \| \| \| |
|  |                                                                           |
|  | "Chactoidea" (part)                                                       |
|  |                                                                           |
|  | "Chactoidea" (part)                                                       |
|  |                                                                           |
|  | "Iuroidea" (part)                                                         |
|  |                                                                           |

|  | "Chactoidea" (part) |
|  |                     |
|  | "Iuroidea" (part)   |
|  |                     |

|  | \| \| "Chactoidea" (part) \| \| \| \| \| \| "Iuroidea" (part) \| \| \| \| |
|  |                                                                           |
|  | "Chactoidea" (part)                                                       |
|  |                                                                           |
|  | "Chactoidea" (part)                                                       |
|  |                                                                           |
|  | "Iuroidea" (part)                                                         |
|  |                                                                           |

|  | "Chactoidea" (part) |
|  |                     |
|  | "Iuroidea" (part)   |
|  |                     |

|  | \| \| "Chactoidea" (part) \| \| \| \| \| \| "Iuroidea" (part) \| \| \| \| |
|  |                                                                           |
|  | "Chactoidea" (part)                                                       |
|  |                                                                           |
|  | "Chactoidea" (part)                                                       |
|  |                                                                           |
|  | "Iuroidea" (part)                                                         |
|  |                                                                           |

|  | "Chactoidea" (part) |
|  |                     |
|  | "Iuroidea" (part)   |
|  |                     |

|  | \| \| Chaeriloidea \| \| \| \| \| \| Pseudochactoidea \| \| \| \| |
|  |                                                                   |
|  | Buthoidea                                                         |
|  |                                                                   |
|  | Chaeriloidea                                                      |
|  |                                                                   |
|  | Pseudochactoidea                                                  |
|  |                                                                   |

|  | Chaeriloidea     |
|  |                  |
|  | Pseudochactoidea |
|  |                  |

|  | \| \| "Chactoidea" (part) \| \| \| \| \| \| "Iuroidea" (part) \| \| \| \| |
|  |                                                                           |
|  | "Chactoidea" (part)                                                       |
|  |                                                                           |
|  | "Chactoidea" (part)                                                       |
|  |                                                                           |
|  | "Iuroidea" (part)                                                         |
|  |                                                                           |

|  | "Chactoidea" (part) |
|  |                     |
|  | "Iuroidea" (part)   |
|  |                     |

|  | \| \| "Chactoidea" (part) \| \| \| \| \| \| "Iuroidea" (part) \| \| \| \| |
|  |                                                                           |
|  | "Chactoidea" (part)                                                       |
|  |                                                                           |
|  | "Chactoidea" (part)                                                       |
|  |                                                                           |
|  | "Iuroidea" (part)                                                         |
|  |                                                                           |

|  | "Chactoidea" (part) |
|  |                     |
|  | "Iuroidea" (part)   |
|  |                     |

|  | \| \| "Chactoidea" (part) \| \| \| \| \| \| "Iuroidea" (part) \| \| \| \| |
|  |                                                                           |
|  | "Chactoidea" (part)                                                       |
|  |                                                                           |
|  | "Chactoidea" (part)                                                       |
|  |                                                                           |
|  | "Iuroidea" (part)                                                         |
|  |                                                                           |

|  | "Chactoidea" (part) |
|  |                     |
|  | "Iuroidea" (part)   |
|  |                     |

|  | \| \| "Chactoidea" (part) \| \| \| \| \| \| "Iuroidea" (part) \| \| \| \| |
|  |                                                                           |
|  | "Chactoidea" (part)                                                       |
|  |                                                                           |
|  | "Chactoidea" (part)                                                       |
|  |                                                                           |
|  | "Iuroidea" (part)                                                         |
|  |                                                                           |

|  | "Chactoidea" (part) |
|  |                     |
|  | "Iuroidea" (part)   |
|  |                     |

|  | \| \| "Chactoidea" (part) \| \| \| \| \| \| "Iuroidea" (part) \| \| \| \| |
|  |                                                                           |
|  | "Chactoidea" (part)                                                       |
|  |                                                                           |
|  | "Chactoidea" (part)                                                       |
|  |                                                                           |
|  | "Iuroidea" (part)                                                         |
|  |                                                                           |

|  | "Chactoidea" (part) |
|  |                     |
|  | "Iuroidea" (part)   |
|  |                     |

|  | \| \| "Chactoidea" (part) \| \| \| \| \| \| "Iuroidea" (part) \| \| \| \| |
|  |                                                                           |
|  | "Chactoidea" (part)                                                       |
|  |                                                                           |
|  | "Chactoidea" (part)                                                       |
|  |                                                                           |
|  | "Iuroidea" (part)                                                         |
|  |                                                                           |

|  | "Chactoidea" (part) |
|  |                     |
|  | "Iuroidea" (part)   |
|  |                     |

|  | \| \| "Chactoidea" (part) \| \| \| \| \| \| "Iuroidea" (part) \| \| \| \| |
|  |                                                                           |
|  | "Chactoidea" (part)                                                       |
|  |                                                                           |
|  | "Chactoidea" (part)                                                       |
|  |                                                                           |
|  | "Iuroidea" (part)                                                         |
|  |                                                                           |

|  | "Chactoidea" (part) |
|  |                     |
|  | "Iuroidea" (part)   |
|  |                     |

|  | \| \| "Chactoidea" (part) \| \| \| \| \| \| "Iuroidea" (part) \| \| \| \| |
|  |                                                                           |
|  | "Chactoidea" (part)                                                       |
|  |                                                                           |
|  | "Chactoidea" (part)                                                       |
|  |                                                                           |
|  | "Iuroidea" (part)                                                         |
|  |                                                                           |

|  | "Chactoidea" (part) |
|  |                     |
|  | "Iuroidea" (part)   |
|  |                     |

## Histoire culturelle

### Antiquité
Le scorpion apparait comme une représentation du danger et un agent de punition, mais aussi comme un symbole de protection.

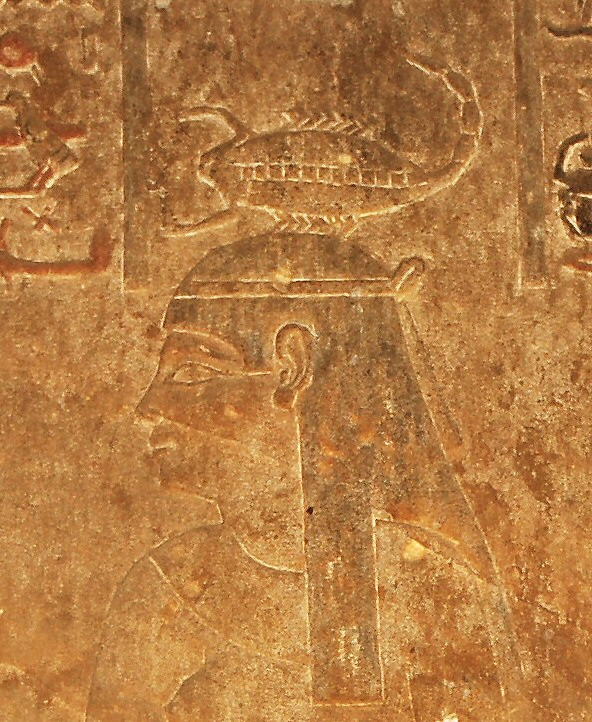
La déesse Serket couronnée d'un scorpion, Temple d'Horus (Edfou).

Les plus anciennes représentations de scorpion remontent au IIIe millénaire avant J. C., au Moyen-Orient, en Iran (civilisation de Jiroft) et au Pakistan (culture de Harappa) où le scorpion est un emblème protecteur (statuette, sceau...). Dans l'art de mésopotamie, le scorpion est un symbole apotropaïque qui protège des mauvais sorts. On le trouve aussi représenté sur des bornes frontières à ne pas franchir sous peine de malédictions. Dans l'épopée de Gilgamesh, un homme-scorpion et sa femme-scorpion sont les gardiens du bout du monde.
Des rois égyptiens de la période prédynastique ont été appelés roi Scorpion. Les Égyptiens ont fait du scorpion le symbole de la déesse Serket. Celle-ci est représentée comme couronnée d'un scorpion, ou comme un buste de femme sur une queue de scorpion. C'est une déesse protectrice, comme une autre déesse scorpion nommée Hededèt assimilée à Isis protectrice des enfants en bas âge. Les magiciens égyptiens étaient aussi charmeurs de serpents et de scorpions.
En Grèce archaïque, le scorpion est un animal chthonien, venant des profondeurs de la terre. Dans la mythologie grecque, la déesse Artémis envoie un scorpion pour tuer le chasseur géant et demi-dieu, Orion qui l'avait offensé. L'animal fut transformé en constellation, celle du Scorpion qui continue à « poursuivre » celle d'Orion. Cette constellation a donné son nom à l'un des douze signes du Zodiaque, faisant partie des « signes d'eau ».
Chez les naturalistes grecs et romains, la connaissance des scorpions est approximative, les scorpions d'Europe méditerranéenne n'étant guère dangereux. Pour Aristote et Pline l'Ancien, le scorpion est surtout cannibale, dévorant ses petits et ses parents, et sa piqûre toujours mortelle pour les vierges. Pour le naturaliste Claude Élien (175-235), le scorpion naît par génération spontanée de la terre, plus particulièrement celle des déserts brûlants.

### Monde chrétien

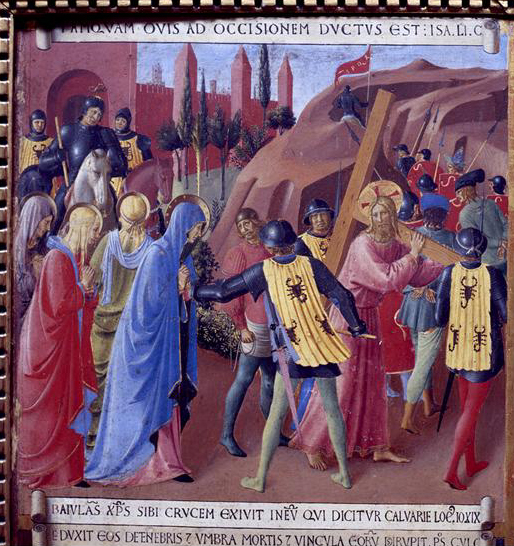
Les soldats du chemin de croix portent l'emblème du scorpion, Armadio degli Argenti (vers 1450).

Dans le Nouveau Testament, le serpent et le scorpion servent de référence aux plus mauvaises actions possibles, celles de la trahison et de la fourberie (Évangile selon Luc, 11, 11-12).
L'encyclopédiste Isidore de Séville reprend l'opinion d'Ovide selon laquelle les scorpions naissent des carcasses de crabes abandonnées sur le rivage. Des bestiaires médiévaux considèrent que son nom signifie « archer » en grec, par rapprochement avec la baliste antique ou scorpion (arme de siège). Selon Alain de Lille le scorpion est l'attribut négatif de la dialectique qui d'un côté porte des fleurs et de l'autre vous pique.
Au Moyen-Âge, le scorpion est associé aux chaleurs et tourments de l'enfer, c'est un symbole d'infanticide ou de parricide. C'est une figure de l'envie et de la fourberie, de ceux qui flattent par la bouche et frappent par traîtrise de l'arrière. Le scorpion peut être l'image de la « femme méchante », du traître, de l'hérétique, et surtout du juif. Le scorpion, symbole du peuple juif, est un thème iconographique fréquent à partir du XIVe siècle.
La vulnérabilité supposée des jeunes filles à sa piqûre en font aussi un symbole explicite de luxure. À la Renaissance, le symbolisme astrologique le fait correspondre aux parties génitales dans l'homme zodiacal.

### Monde musulman

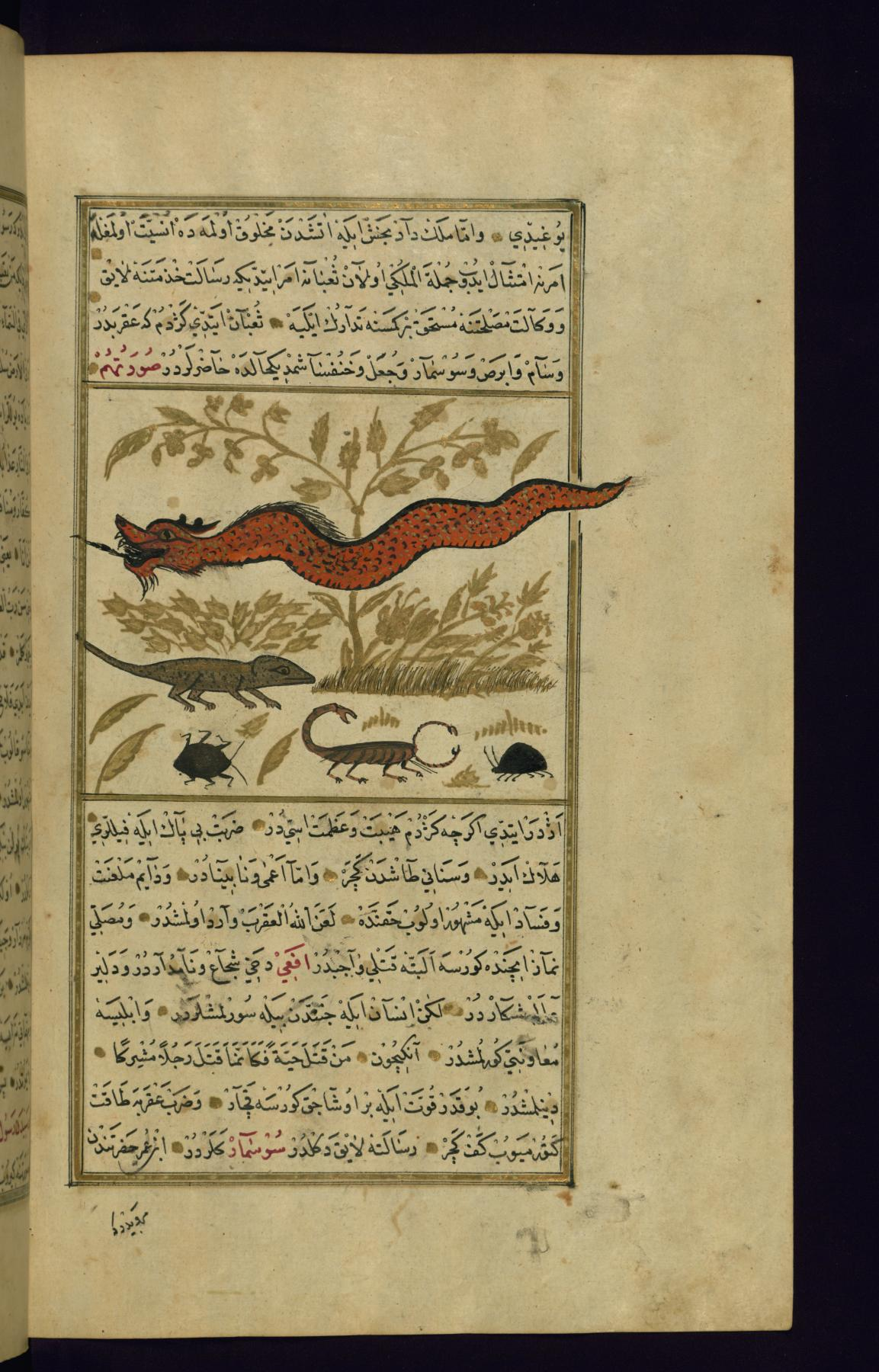
Dragon, lézard, scorpion et autres bestioles, d'après un manuscrit du XVIIIe siècle de l'encyclopédie de Al-Qazwini (1203-1283).

Le scorpion garde son double rôle d'incarnation du démon et de symbole protecteur, par analogies et correspondances (ce qui punit peut être ce qui protège). L'encyclopédiste Al-Nowaïri (1273-1333) le classe parmi les animaux à venin mortel. Dans le folklore populaire, c'est un animal de l'enfer.
Le scorpion est associé aux menaces cachées aux imprudents, selon un proverbe tunisien : « ne met pas ton doigt dans un trou de souris, ou tu seras piqué par un scorpion ». La femelle scorpion est dite dévorée par sa progéniture, et le scorpion symbolise les conflits mortels intrafamiliaux. Au Pakistan, le scorpion est associé à l'usurier dans ce qu'il a de plus vil (« l'urine de l'usurier attire les scorpions »).
Le scorpion est un animal phallique. Dans le chant et la danse, la piqûre de scorpion est la métaphore de l'acte sexuel. Adressée à un homme, « va te faire piquer par un scorpion » est une grave insulte à connotation homosexuelle.
Le scorpion est aussi figure protectrice, il est représenté sur céramique, façade de maison, broderie, objets divers... où il est censé protéger la maison. Selon les régions, les loquets et verrous peuvent être des scorpions stylisés, et sur broderie féminine, ou par tatouage sur la cuisse d'une femme, l'image du scorpion rappelle l'interdit des relations sexuelles illégitimes.
Le scorpion obéit finalement à Dieu. Les mystiques, saints et derviches se distinguent par leur capacité à manipuler les scorpions sans crainte, en restant indemnes à leur piqûre.

### Inde et Tibet

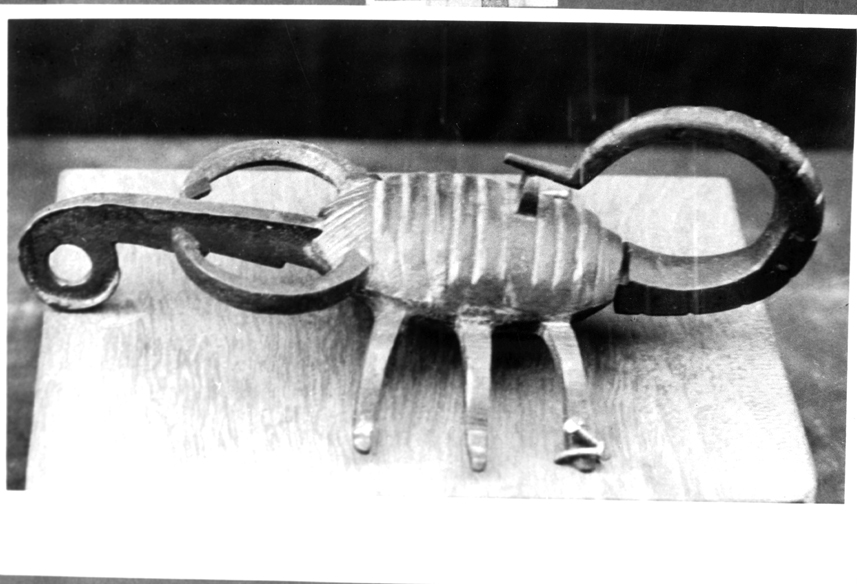
Verrou de bronze, stylisé en scorpion, (Nâlandâ, Xe siècle).

Dans le panthéon hindou, une déesse destructrice, danseuse au scorpion ou avec un scorpion sur son ventre, a été considérée comme une émanation de Parvati.
Dans la tradition bouddhiste, le démon Māra est celui qui envoie serpents et scorpions pour détruire l'esprit de Bouddha. Dans la tradition tibétaine, le scorpion est aussi l'attribut de divinités, comme Begtsé, ou de maîtres, comme Padmasambhava, cette fois-ci gardiens de la doctrine bouddhiste. Les peintures Thangka représentent le scorpion comme appartenant à l'enfer, mais sur des objets rituels tibétains le motif du scorpion est aussi puissance protectrice.

### Légendes naturalistes
Plusieurs légendes, datant de l'antiquité, entourent le scorpion. S'il est avéré que les scorpions peuvent être cannibales, la fausse réputation du scorpion qui dévore ses petits ou est dévoré par eux serait liée au fait que la femelle accueille sa progéniture à la naissance dans sa cavité prébuccale ou qu'elle la porte ensuite sur son dos, donnant ainsi l'impression qu'elle dévore ou est dévorée .
La légende la plus tenace est celle du scorpion qui, pris dans un cercle de feu dont il ne peut s'échapper, se suicide en se piquant lui-même. Ce serait un jeu d'enfant pratiqué aussi bien en Iran et en Afghanistan, qu'en Provence. Cette légende a été réfutée au XVIIIe siècle par Maupertuis (1698-1759) dans son mémoire Expériences sur les Scorpions (1731) présenté à l'Académie des Sciences,. Cependant ce sujet continue de passionner le grand public jusqu'au XXIe siècle.

#### Le «suicide» du scorpion
Dans la préface de sa pièce Chatterton, l'écrivain français Alfred de Vigny raconte l'anecdote suivante :
« Il y a un jeu atroce commun aux enfans [sic] du midi ; tout le monde le sait. On forme un cercle de charbons ardens [sic] ; on saisit un scorpion avec des pinces et on le pose au centre. Il demeure d'abord immobile jusqu'à ce que la chaleur le brûle ; alors il s'effraie et s'agite. On rit. Il se décide vite, marche droit à la flamme, et tente courageusement de se frayer une route à travers les charbons ; mais la douleur est excessive, il se retire. On rit. Il fait lentement le tour du cercle et cherche partout un passage impossible. Alors il revient au centre et rentre dans sa première mais plus sombre immobilité. Enfin, il prend son parti, retourne contre lui-même son dard empoisonné, et tombe mort sur-le-champ. On rit plus fort que jamais. »
— Alfred de Vigny, Dernière nuit de travail (préface à Chatterton).
Dans la septième série de ses Souvenirs entomologiques, le naturaliste Jean-Henri Fabre se demande ce qu'il y a « de vrai dans l’histoire du Scorpion qui, entouré d’un cercle de feu, met fin à son supplice en se piquant de son dard empoisonné » et cherche à trancher la question du « suicide du scorpion affirmé par les uns, nié par les autres » à l'aide d'expériences sur « le gros Scorpion blanc du Midi, Buthus occitanus ».
Il commence par s'assurer de la toxicité pour les scorpions de leur propre venin en forçant deux individus à se battre : « L’assaut est bref. L’un des Scorpions est atteint en plein par l’arme empoisonnée de l’autre. C’est fini : en peu de minutes le blessé succombe. » Après quoi le vainqueur dévore lentement le vaincu.
Puis il procède à l'expérience proprement dite :
« Au centre d’une enceinte de charbons allumés, je dépose le plus gros sujet de ma ménagerie. Le soufflet active l’incandescence. Aux premières morsures de la chaleur, l’animal tourne à reculons dans le cercle de feu. Par mégarde, il se heurte à la barrière ardente. C’est alors, d’un côté, de l’autre, au hasard, recul désordonné qui renouvelle le contact cuisant. À chaque essai de fuite, la brûlure reprend plus vive. L’animal est affolé. Il avance et se rôtit ; il recule et se rôtit. Désespéré, furieux, il brandit son arme, la convolute en crosse, la détend, la couche, la relève avec telle précipitation et tel désordre qu’il m’est impossible d’en suivre exactement l’escrime.

Le moment serait venu de s’affranchir de la torture par un coup de stylet. Voici qu’en effet, d’un spasme brusque, le torturé s’immobilise, étendu à plat, tout de son long. Plus de mouvement, l’inertie est complète. Le Scorpion est-il mort ? On le dirait vraiment. […]

Dans mon incertitude, je cueille du bout des pinces l’apparent trépassé, et je le dépose sur un lit de sable frais. Une heure plus tard, le prétendu mort ressuscite, vigoureux comme avant l’épreuve. Je recommence avec un second, avec un troisième sujet. Mêmes résultats. Après des affolements de désespéré, même soudaine inertie de l’animal, qui s’étale à plat comme foudroyé : même retour à la vie sur la fraîcheur du sable. »
— Jean-Henri Fabre, Souvenirs entomologiques (Livre VII, chap. 3)
Bien qu'il reconnaisse n'avoir pas pu suivre les mouvements du dard, Jean-Henri Fabre en conclut que c'est la chaleur qui cause un spasme au scorpion, et non pas sa propre piqûre.
D'autres sources laissent entendre que le scorpion mourrait bien de sa piqûre lorsqu'il est en situation de danger, mais que cela serait accidentel : « En situation de danger, le scorpion frappe au hasard. Il lui arrive d'être sa propre victime ».

#### Monstres
Dans son Histoire naturelle, Pline l'Ancien rapporte l'existence de scorpions ailés (XI, 30), ainsi que celle de la manticore (VIII, 30) signalée par Ctésias comme un lion à tête humaine et queue de scorpion. Cette description est déformée et enrichie par des auteurs successifs, comme Solin, et l'Occident médiéval répartit ces signalements sur deux animaux différents : la manticore et le maricomorion.
Dans le folklore musulman, les scorpions de l'enfer sont aussi grands que des chameaux, dont « une goutte de venin suffirait à tuer tous les poissons de l'océan » ; une variante indienne parle de scorpions aussi grands que des mulets de bât, dont la piqûre provoque 40 ans de souffrances.

### Temps modernes

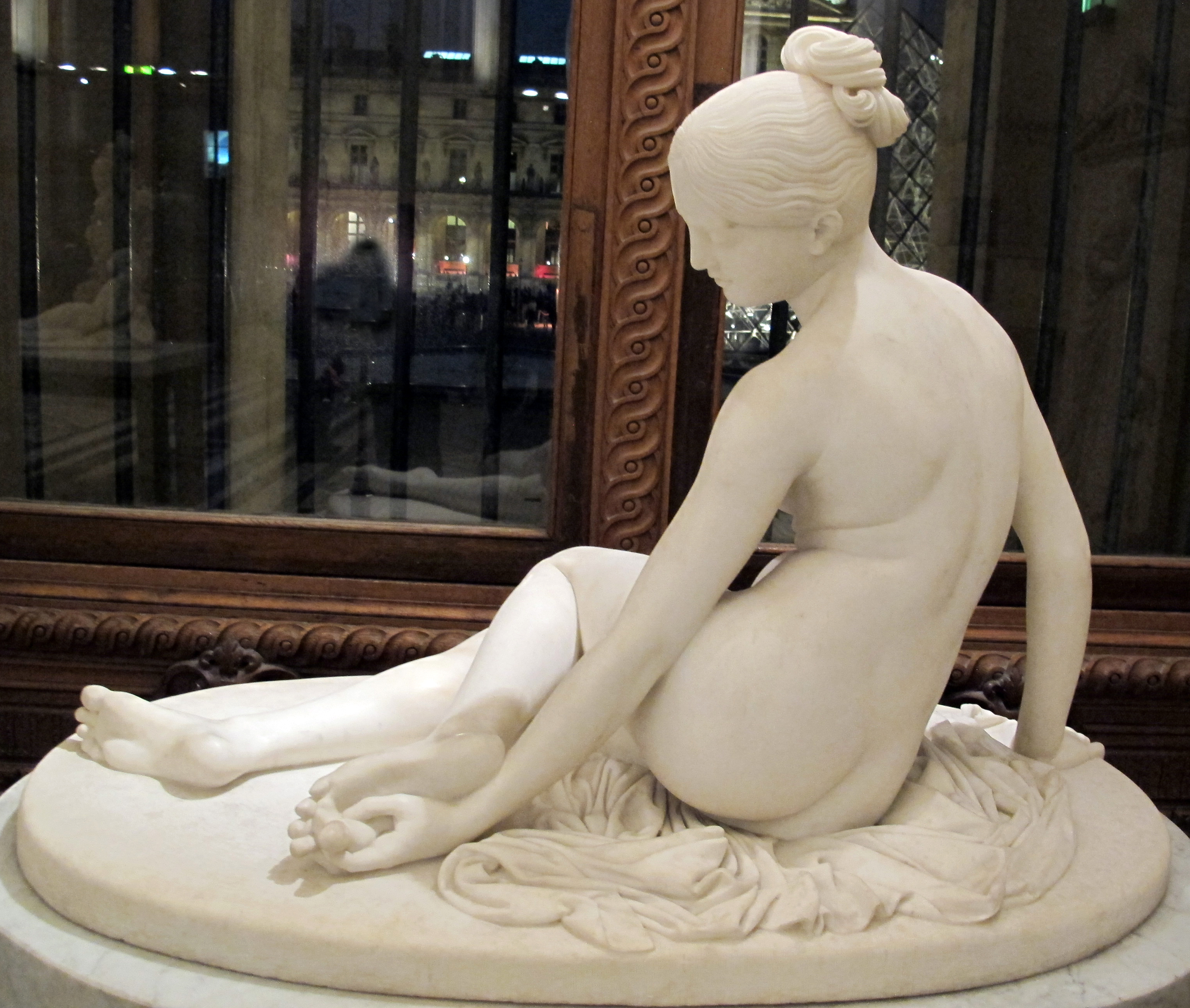
Nymphe piquée par un scorpion (1845), par Lorenzo Bartolini, Musée du Louvre.

Les approches scientifiques des scorpions débutent vers la fin du XVIIe siècle, avec de grands auteurs tels que Francesco Redi (1626-1697), Leeuwenhoek (1632-1723) et Maupertuis (1698-1757). En 1731, le chevalier de Jaucourt, auteur de l'article Scorpion dans l'Encyclopédie de Diderot, résume les travaux scientifiques de son temps. Il démontre la fausseté de vieilles légendes et l'inutilité des remèdes traditionnels à base de scorpion. Il cherche à se démarquer des vieilles conceptions qui font des bêtes des modèles de conduite humaine. Cependant, il fait toujours du scorpion un modèle de férocité,.
Ainsi, même « laïcisée » et dépourvue de ses significations divines, l'image du scorpion reste globalement négative. William Golding, Prix Nobel de littérature 1983, en fait un emblème des tréfonds obscurs dans le Dieu Scorpion, 1971. Le scorpion garde son ambivalence : il représente en même temps la menace cachée et la protection, symbole sexuel il est à la fois le désir et la crainte, la pulsion de vie et la pulsion de mort.
C'est un motif fréquent de tatouage qui ne se réduit pas à une appartenance zodiacale : chez les hommes, il est le plus souvent dans le haut du corps (poitrine, épaule, bras...) comme marque de protection ou de domination, chez les femmes vers le bas (pied, cuisse, fesse, bas ventre….) comme signe d'attirance ou d'interdit.

## Photographies

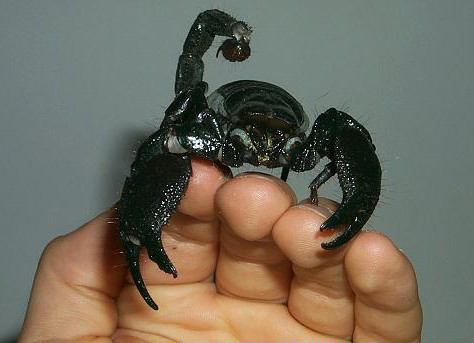
Pandinus imperator, le plus grand scorpion vivant de nos jours
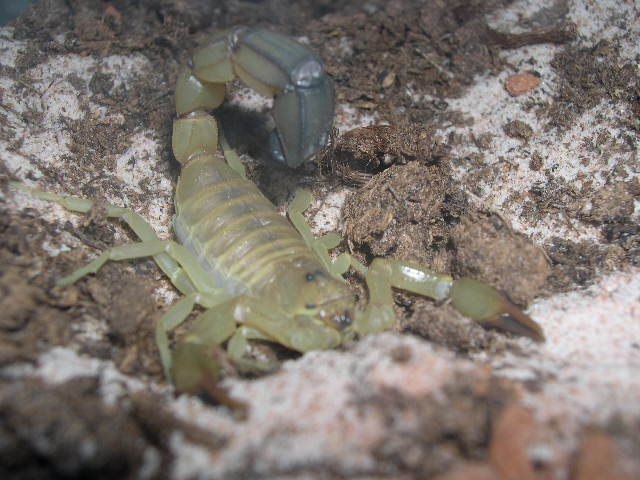
Androctonus australis
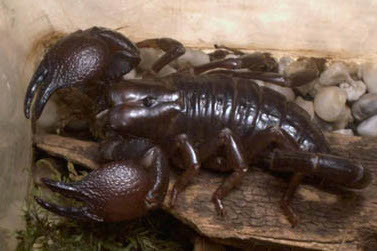
Pandinus cavimanus
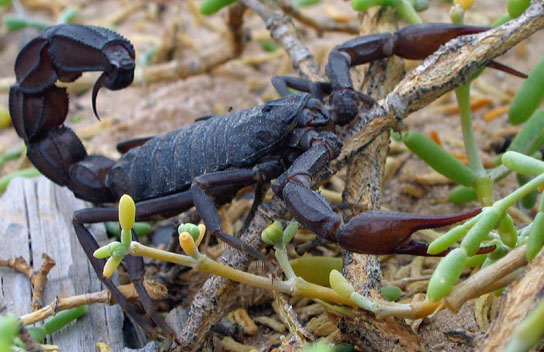
Androctonus crassicauda
Scorpio maurus
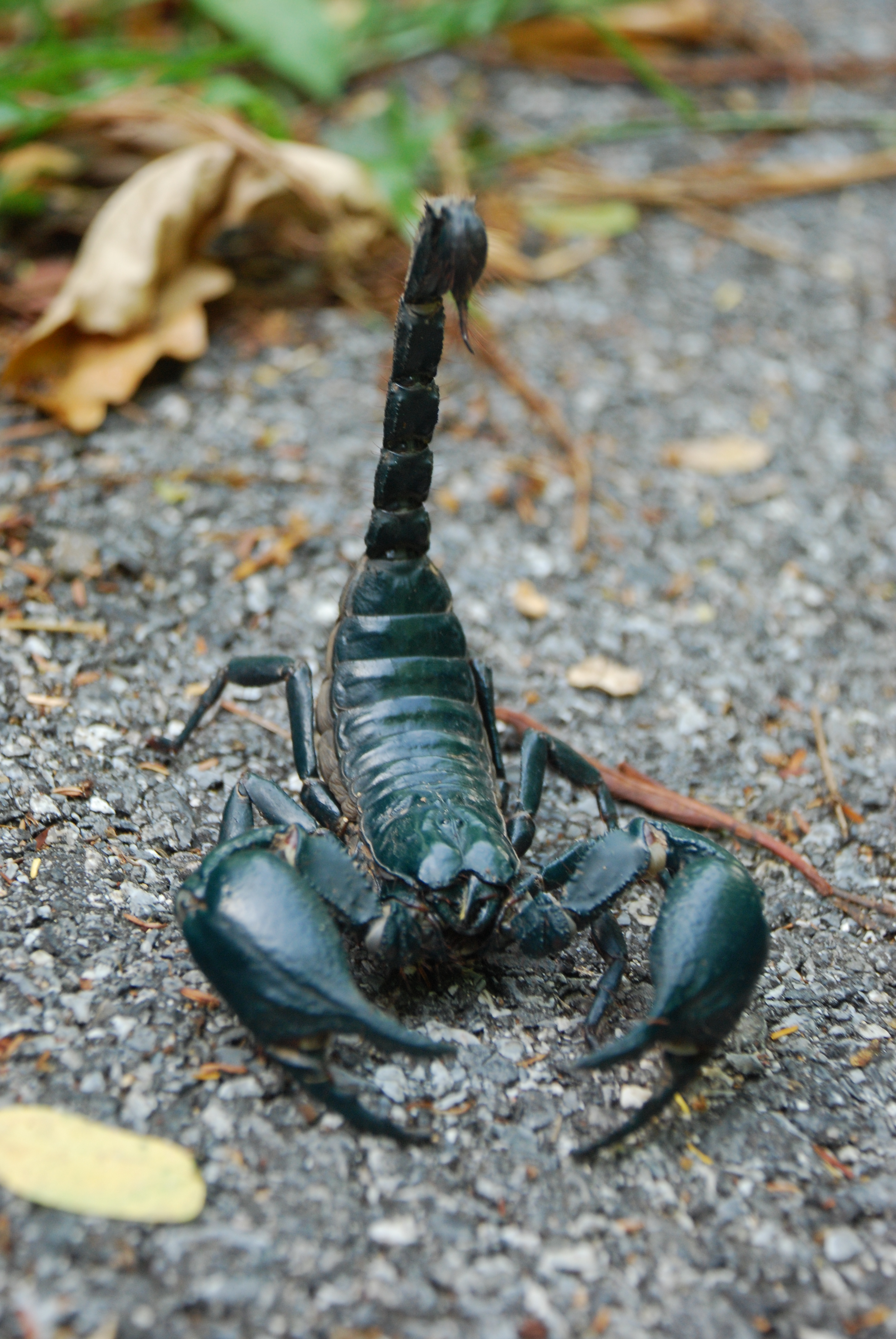
Heterometrus spinifer
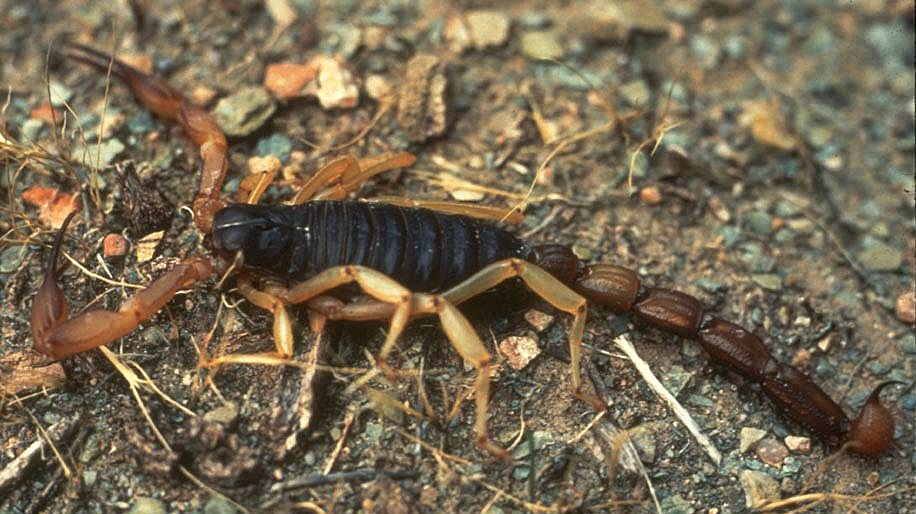
Centruroides exilicauda